# 金沢駅
金沢駅（かなざわえき）は、石川県金沢市木ノ新保町にある、西日本旅客鉄道（JR西日本）・IRいしかわ鉄道の駅である。
本項目では、北陸鉄道の北鉄金沢駅（ほくてつかなざわえき）についても併せて説明する。

## 概要
当駅は石川県の県庁所在地である金沢市の代表駅であり、金沢市の陸の玄関口である。
JR西日本の北陸新幹線と、IRいしかわ鉄道のIRいしかわ鉄道線が乗り入れている。また七尾線の列車も津幡駅からIRいしかわ鉄道線経由で乗り入れている。IRいしかわ鉄道線は、北陸新幹線が2015年3月14日に当駅まで、2024年3月16日に福井県敦賀市の敦賀駅まで開業した際に、JR西日本から経営分離された北陸本線の「並行在来線」区間である。
かつては、大阪・京都方面からの特急「サンダーバード」、名古屋・米原方面からの特急「しらさぎ」など全列車が停車し、「サンダーバード」1往復（七尾線 和倉温泉駅発着）を除く全列車が始発・終着となっていた。このうち北陸新幹線金沢延伸開業前は多くの列車が当駅から富山方面に運転されていた。なお、2024年に北陸新幹線が敦賀駅まで延伸開業後、当駅以南の在来線がIRいしかわ鉄道に移管された。
JR金沢駅の事務管理コードは▲541449を使用している。
北陸鉄道の駅は浅野川線の起点となっており、JR金沢駅の兼六園口（東口）駅前広場の地下にある。駅番号はA01。浅野川線の前身である浅野川電気鉄道により「金沢駅前駅」として開業し、北陸鉄道への合併と地下化を経て現在に至る。かつては金沢駅前停留場（金沢市内線）および中橋駅（金石線） と併せ北陸鉄道の駅・停留所が3か所に散在しており、（当時の）国鉄金沢駅を含め、相互に徒歩連絡を行っていた。
2001年、JR金沢駅・北鉄金沢駅ともに第3回中部の駅百選に選定。2005年、東口は能楽の鼓をイメージした「鼓門」、ガラス張りで地下広場を備えた「もてなしドーム」が完成。
アメリカの旅行雑誌『トラベル＆レジャー』のWEB版にて2011年に、世界で最も美しい駅14選のうち、国内から唯一6位に選出された。 「駅を降りた人に傘を差し出す、もてなしの心」を表現した”もてなしドーム”は、大きな傘をイメージした3,019枚のガラスとアルミ合金からなる巨大な天井ドーム型。そして”鼓門”は金沢の伝統芸能である加賀宝生の鼓をイメージしたもの。この”鼓門”と”もてなしドーム”が伝統が息づく金沢と進化してゆく金沢を象徴している。

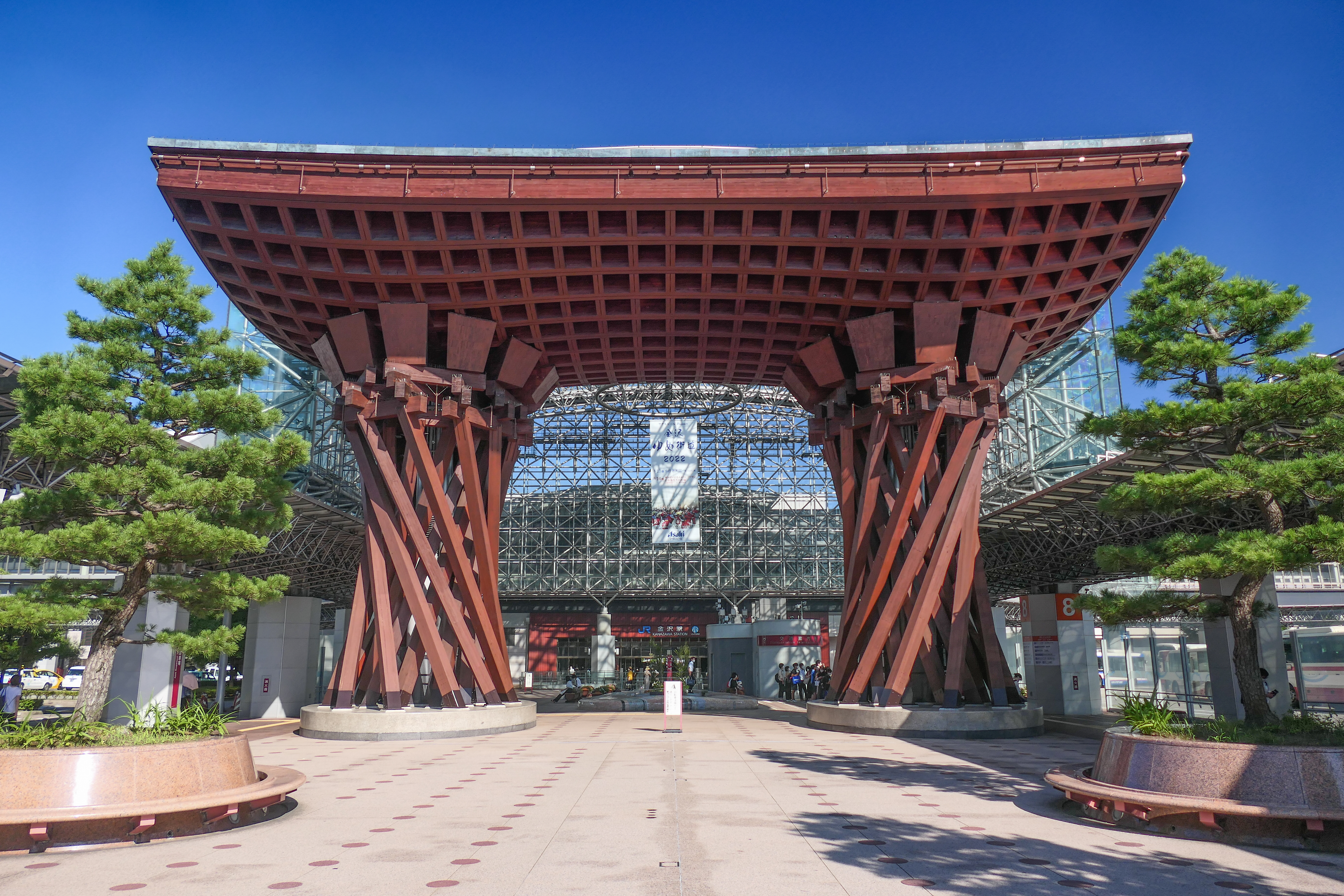
鼓門（2022年7月）
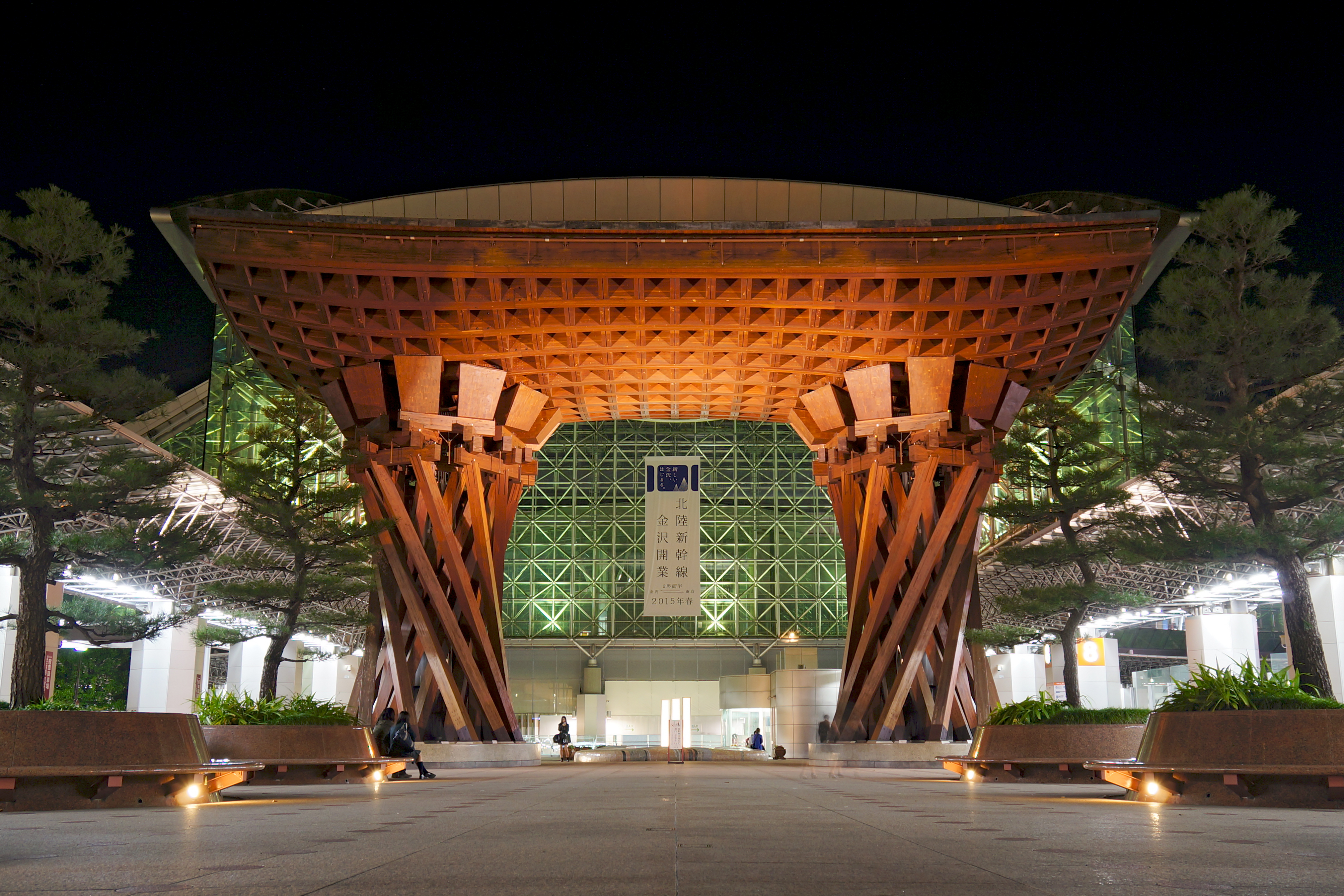
ライトアップされた鼓門（2013年11月）
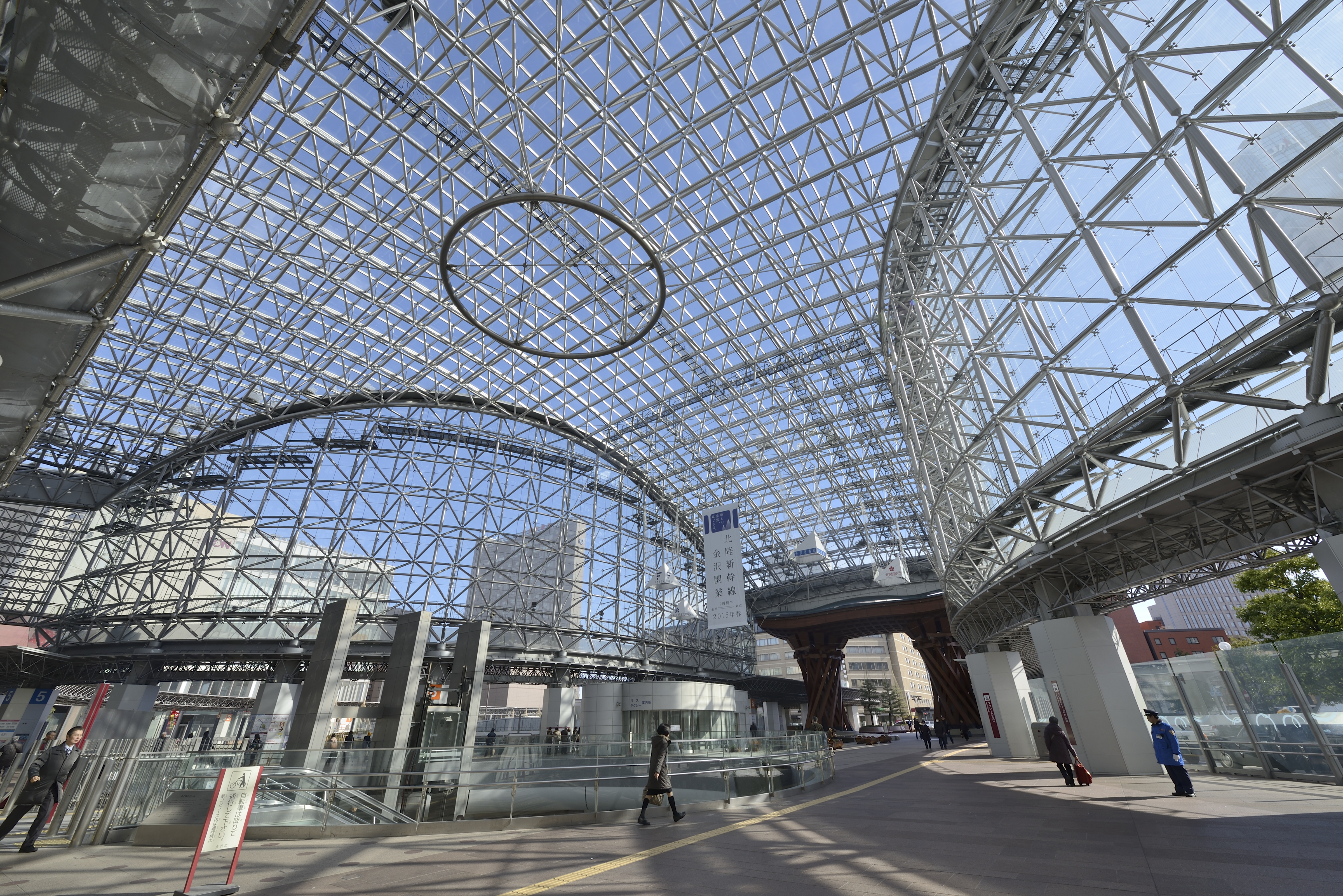
もてなしドーム（2014年1月）

## 歴史

### JR西日本・IRいしかわ鉄道

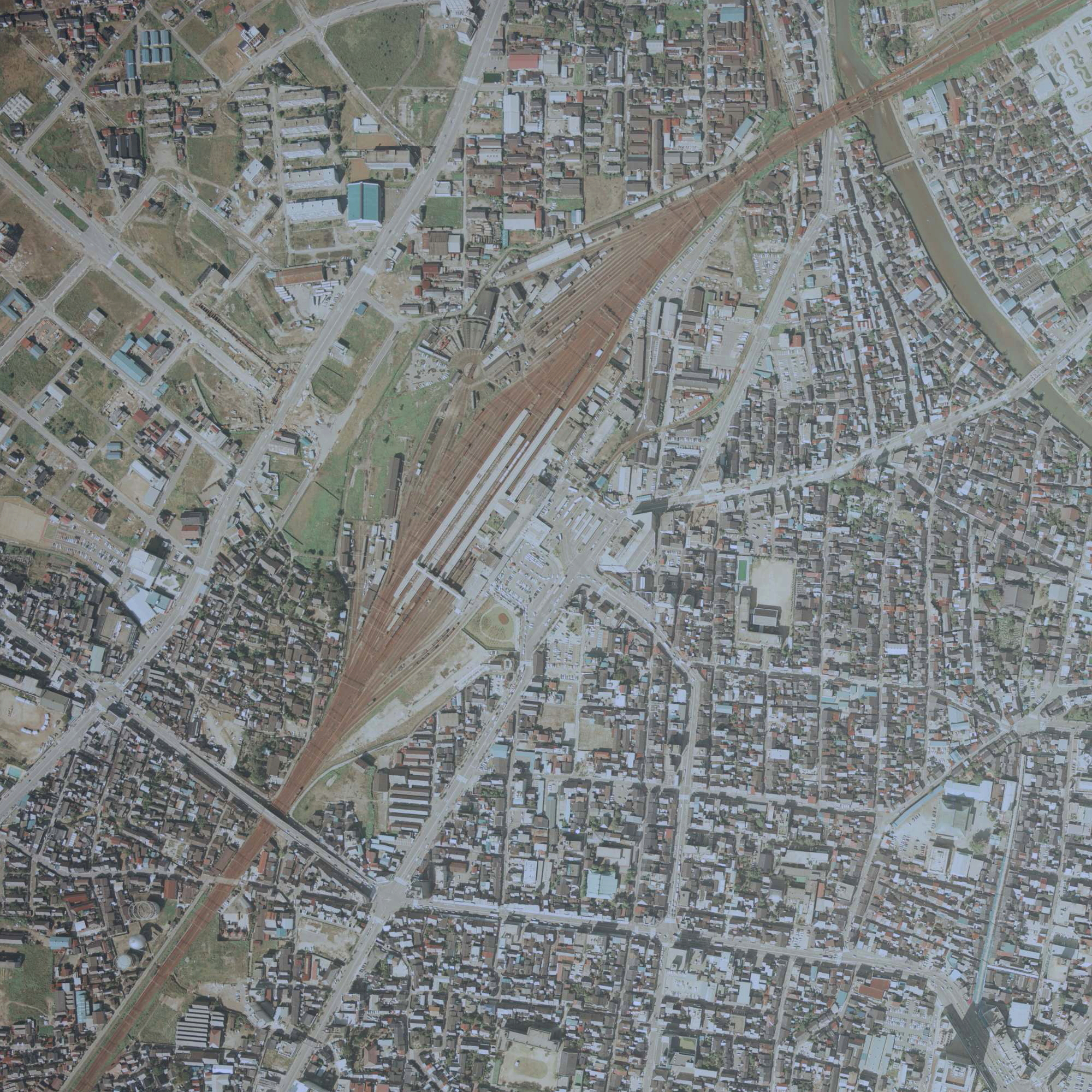
高架化前の金沢駅周辺の空中写真（1975年10月撮影）

- 1894年（明治27年）6月：金沢市会が停車場の位置や連絡道路の意見書を可決し、鉄道庁に上申。この時点で候補地は金沢の外港金石とのアクセスを考え、金石往還を駅西大通りとする計画であった。その後、1896年（明治29年）までに宗叔町、三社付近、広岡付近も候補地となった[12]。
- 1896年（明治29年）5月6日：この日までの論議の末、停車場は木ノ新保六番丁（白髪神社辺り）を中心とする同五番丁、七番丁の36,000坪に『三等停車場』として建設されることが決定する[12]。
- 1898年（明治31年）
  - 3月：初代東口駅舎（木造洋風建築、建築面積500 m2）が竣工。この時点で西口は無く、畑地に隣接していて、敷地を隔てる柵も無かったという[13]。
  - 4月1日：官設鉄道北陸線 小松駅 - 当駅間延伸開業に伴い、終着駅として開業（一般駅）[官報 1][11][14][15]。
  - 11月1日：官設鉄道北陸線 当駅 - 高岡駅間延伸開業に伴い、途中駅となる[官報 2][11]。
- 1909年（明治42年）10月12日：国有鉄道線路名称制定に伴い、北陸本線所属駅となる[11]。
- 1938年（昭和13年）10月1日：北陸本線 当駅 - 津幡駅間が複線化[16]。
- 1947年（昭和22年）10月28日：石川県内に昭和天皇の戦後巡幸。同月30日にかけてお召し列車が発着[17]。
- 1949年（昭和24年）6月1日：日本国有鉄道法施行に伴い、日本国有鉄道（国鉄）に継承[18]。
- 1950年（昭和25年）8月1日：金沢鉄道管理局が発足[11][18]。
- 1954年（昭和29年）7月25日：鉄筋コンクリート造4階建ての駅舎が開業[11]。1階に駅施設、地階にステーションデパートが設けられた[19]。
- 1960年（昭和35年）
  - 4月1日：七尾線専用ホームを新設[20]。
  - 9月28日：北陸本線 西金沢駅 - 当駅間が複線化[21]。
- 1963年（昭和38年）4月4日：北陸本線 福井駅 - 当駅間が交流電化[11][21]。
- 1964年（昭和39年）8月24日：北陸本線 当駅 - 富山操車場（現在の富山貨物駅）間が交流電化[21]。
- 1972年（昭和47年）4月1日：旅行センターの営業を開始[22]。
- 1980年（昭和55年）5月30日：高架化工事着工[23]。
- 1985年（昭和60年）3月7日：貨物業務を分離、金沢市高柳町へ移転[11]。
- 1986年（昭和61年）
  - 3月：高架本体工事着手。
  - 3月16日：金沢駅周辺整備事業の起工式を挙行[24]。
- 1987年（昭和62年）4月1日：国鉄分割民営化に伴い、西日本旅客鉄道（JR西日本）と日本貨物鉄道（JR貨物）の駅となる[11]。この日よりJR西日本金沢支社が発足[25]。
- 1990年（平成2年）6月5日：旅客駅と下り貨物線が高架化（事実上の完成）[11][26][27]。駅舎設備を高架下に移転。
- 1991年（平成3年）4月1日：上り貨物線が高架化され、高架化完了。
- 1992年（平成4年）8月27日：新幹線駅の起工式[28]。
- 2002年（平成14年）10月21日：当駅 - 森本駅間の旅客線を旧・貨物線に移設[29]。
- 2003年（平成15年）6月12日：JR貨物の駅が金沢貨物ターミナル駅に改称[30][31]。
- 2005年（平成17年）3月20日：東口に「鼓門」および「もてなしドーム」が完成[11]。
- 2014年（平成26年）11月1日 ：みどりの窓口が在来線側（金沢百番街ふれあい館とトレンド館の間）から新幹線側（日本旅行TiS金沢支店の跡地の一部区画）へ移転し、営業開始。
- 2015年（平成27年）3月14日
  - 北陸新幹線の長野駅 - 当駅間が延伸開業[32][33][34][35]。これに伴い、北陸本線の当駅 - 倶利伽羅駅間がIRいしかわ鉄道に移管され[3][4][5]、同社との共同使用駅となる[2]。のりかえ改札口でみどりの窓口とみどりの券売機の営業開始。新幹線改札口とのりかえ改札口で自動改札機の使用開始。
  - 北陸新幹線開業に伴い、特急列車が七尾線直通の「サンダーバード」1往復を除き、すべて当駅始発・終着になる。富山方面への特急列車はすべて廃止された。
  - 従来の東口を「兼六園（けんろくえん）口」[36]、西口を「金沢港（かなざわこう）口」に改称[広報 1]。
- 2017年（平成29年）
  - 4月1日：在来線改札口で自動改札機の使用開始[広報 2][37]。
  - 4月15日：ICカード「ICOCA」の利用が可能になる[注 1][広報 2][広報 3][38][39][40][41]。
- 2020年（令和2年）
  - 3月3日：あんと改札口で自動改札機の使用開始。
  - 3月14日：新幹線eチケットサービス開始。これに伴い、前日の3月13日をもってのりかえ改札口の出場用簡易型IC改札機の運用終了。
  - 11月1日：みどりの窓口の営業時間を1日あたり4時間50分短縮[42]。
  - 12月12日：みどりの券売機プラスを2台導入[広報 4][42]。
- 2021年（令和3年）3月13日：あんと改札口が無人化。前日の3月12日をもって窓口業務を終了。
- 2024年（令和6年）
  - 1月15日：あんと改札口を閉鎖[広報 5]。
  - 3月16日：北陸新幹線の当駅 - 敦賀駅間が延伸開業。これに伴い、北陸本線の当駅 - 大聖寺駅間がIRいしかわ鉄道に移管される。第3セクター移管に伴い県庁所在地の駅でありながらJRの在来線が通らない駅となる[注 2]。

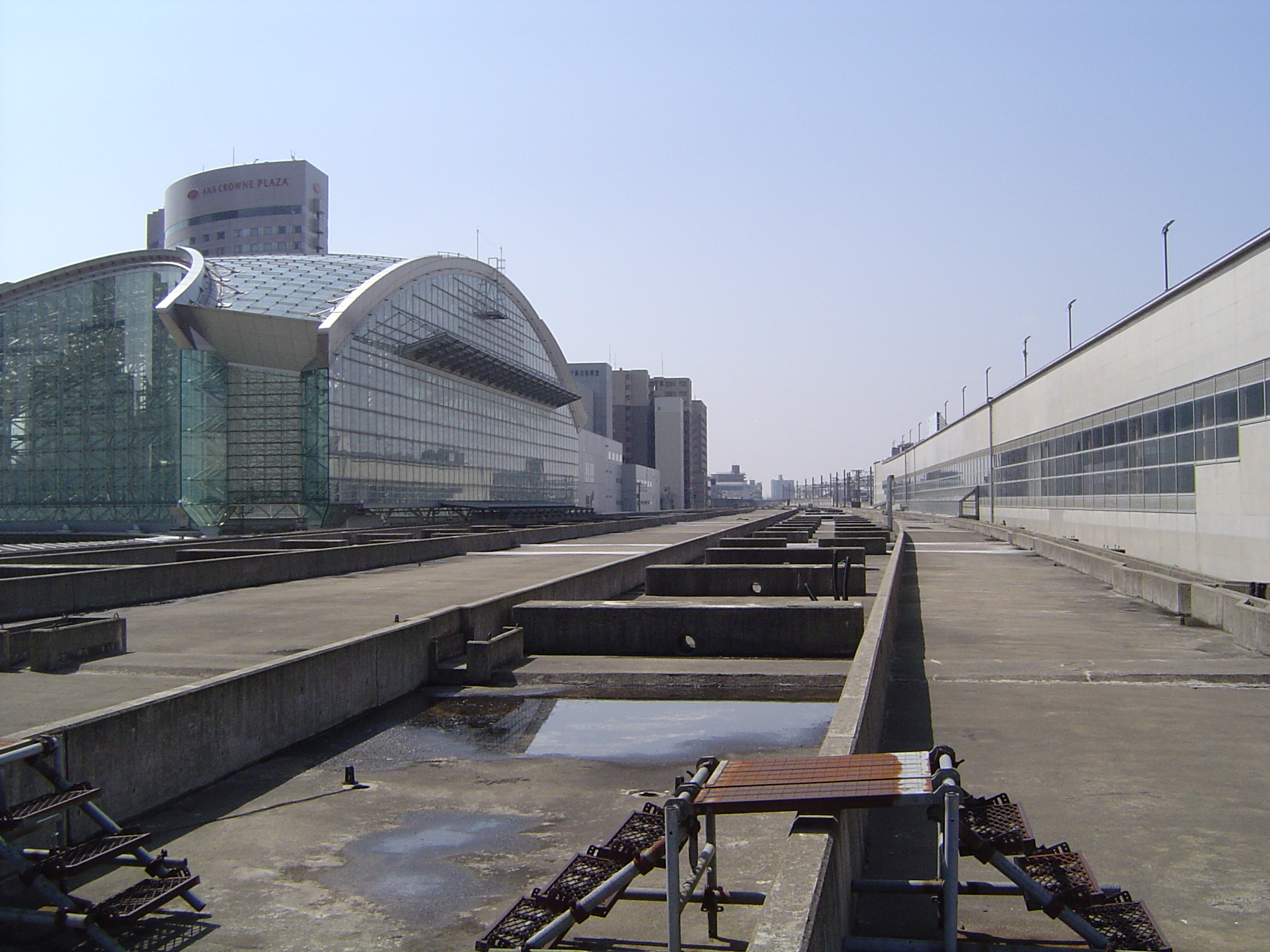
ホーム（建設中の様子）
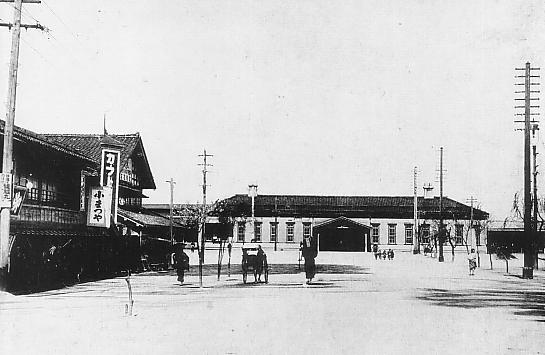
明治時代の金沢駅
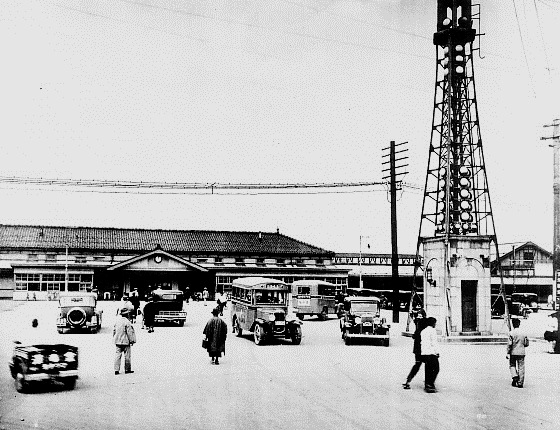
戦前の金沢駅（昭和8年）
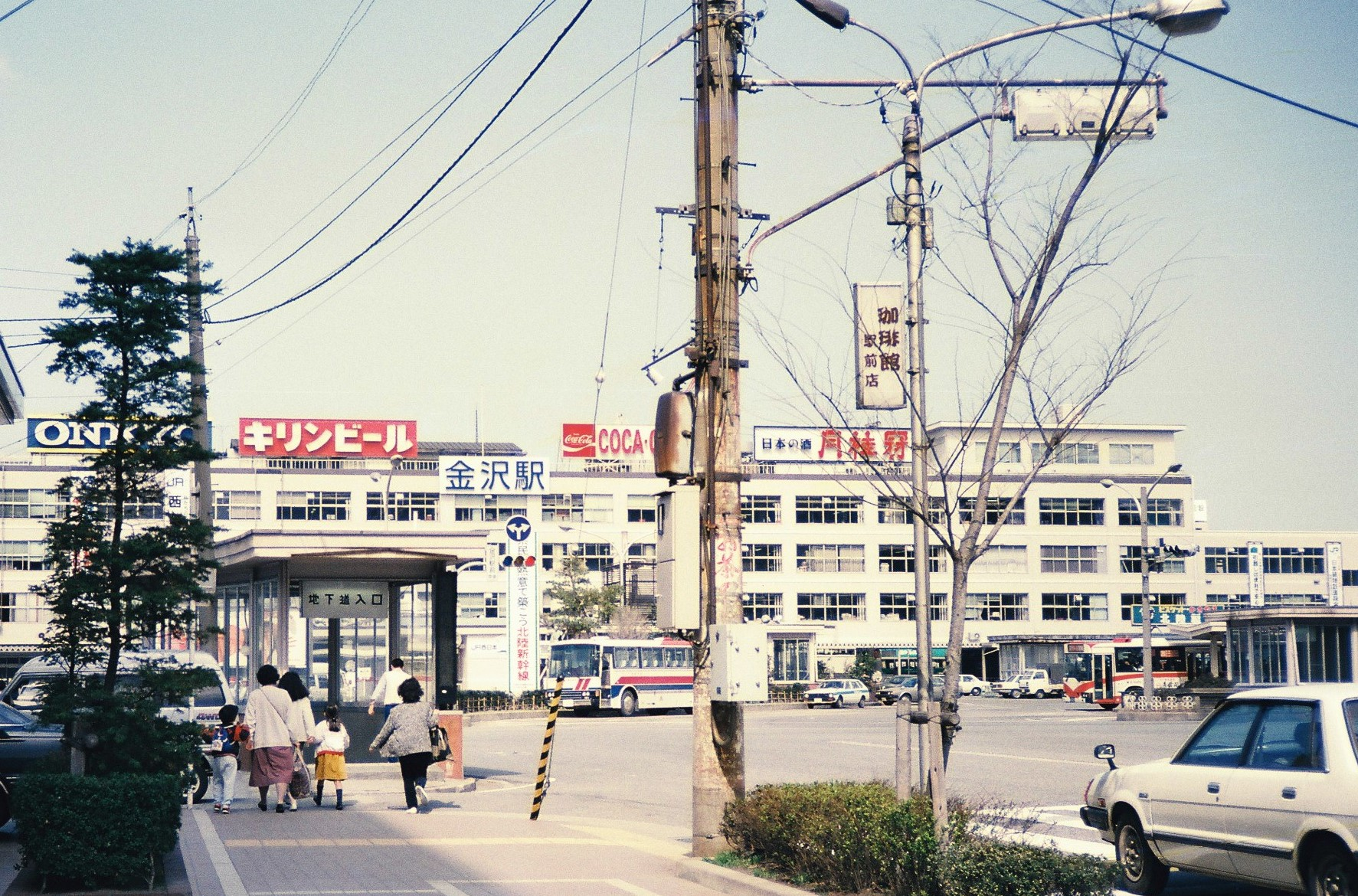
戦後の金沢駅（1987年4月）

### 北陸鉄道
- 1926年（大正15年）5月18日：浅野川電気鉄道の金沢駅前駅 - 七ツ屋駅間が開業[官報 3][11][43][44]。
- 1945年（昭和20年）10月1日：浅野川電気鉄道が北陸鉄道に吸収合併、同社の浅野川線となる[11]。
- 1949年（昭和24年）8月1日：北鉄金沢駅に改称[45]。
- 1956年（昭和31年）7月5日：金沢駅前広場拡張に伴い移転。
- 1996年（平成8年）12月19日：浅野川線の架線電圧を直流600Vから直流1500Vに昇圧[44][46][47]。
- 2001年（平成13年）3月28日：浅野川線 当駅 - 七ツ屋駅間地下化に伴い、地下駅となる[44][46][48]。
- 2019年（平成31年）2月12日：金沢市歌の発車メロディの使用開始。

## 駅構造

### JR西日本
通過線を持たない島式ホーム2面4線で、2024年3月に敦賀駅までの延伸開業が行われるまでの間は終着駅であった。ただし、線路自体は2015年3月の金沢延伸開業時点で敦賀方にある白山総合車両所まですでに伸びており、同車両所との間の回送列車も運行されていた。駅両端には両渡り線が設置されている。
新幹線駅舎のデザインコンセプトは、「まちが見える、心と体に気持ちがいい駅」。前述の「もてなしドーム」と一体化した駅舎を整備した。ホーム各線にはホームドア（可動式ホーム柵）が設置されており、ドアの塗色は九谷焼の「九谷五彩」（赤色・黄色・紺青色・紫色・緑色）のうち紺青色を除く4色が使用されている。なお、紺青色はE7・W7系のラインカラーであり、車両が駅に入線することで「九谷五彩」が揃う狙いがあるという。また、ホームの柱60本には金箔を約2万枚使用した飾りが柱上部に取り付けられている。
これ以外にも、中2階の待合室には石川県産の能登ヒバを使用した壁面に236個の丸穴をくり抜き、輪島塗や山中漆器などの石川県の伝統工芸品（現物）を飾り付けたり、新幹線コンコースの壁面に加賀友禅や二俣和紙を使用するなど、随所に伝統工芸品を組み込み金沢らしさを感じるデザインを取り入れている。中2階の待合室の横と2階の11・12番のりばのホームの南側にはジェイアールサービスネット金沢運営のセブン-イレブンキヨスク、2階の11・12番のりばのホームの北側には大友楼の売店がある。
新幹線ホームの発車メロディは、金沢市出身の音楽プロデューサー・中田ヤスタカが制作し、「金沢の山から海にかけての起伏ある自然条件」「伝統と創造が調和するまち」「北陸新幹線のスピード感と快適性」を表現したオリジナル曲が採用されている。
改札前にはみどりの窓口・みどりの券売機・みどりの券売機プラスが設置されていて、e5489やえきねっとなど各種列車予約サービスの受取が可能である。
駅舎はJR西日本の系列会社が運営しているホテル（ヴィアイン金沢）、駅ビル（金沢百番街）と一体化した構造となっている（「駅周辺」も参照）。

#### のりば
| のりば  | 路線       | 行先                           |
| ------- | ---------- | ------------------------------ |
| 11 - 14 | 北陸新幹線 | 福井・敦賀方面、富山・東京方面 |

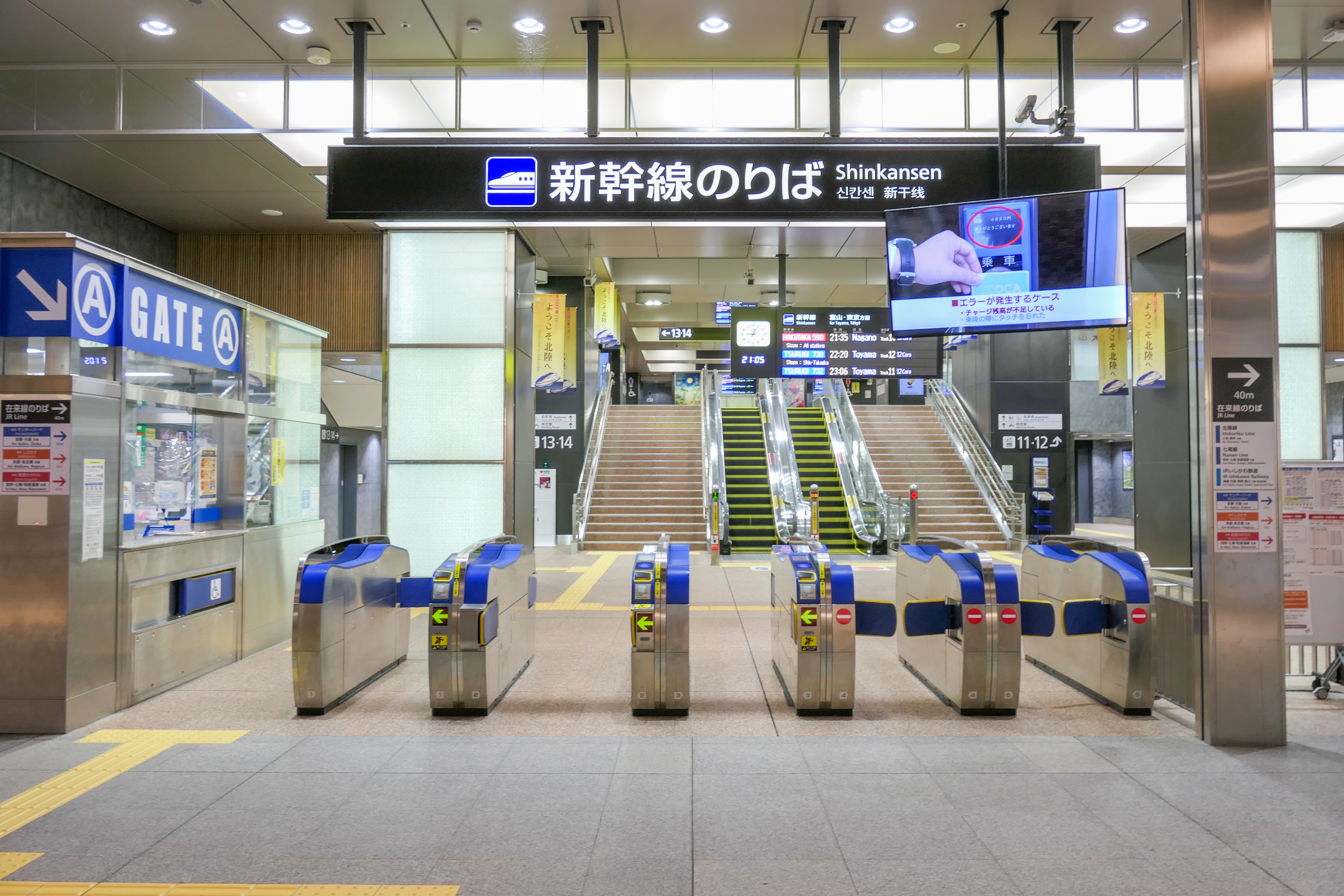
新幹線改札口（2022年4月）
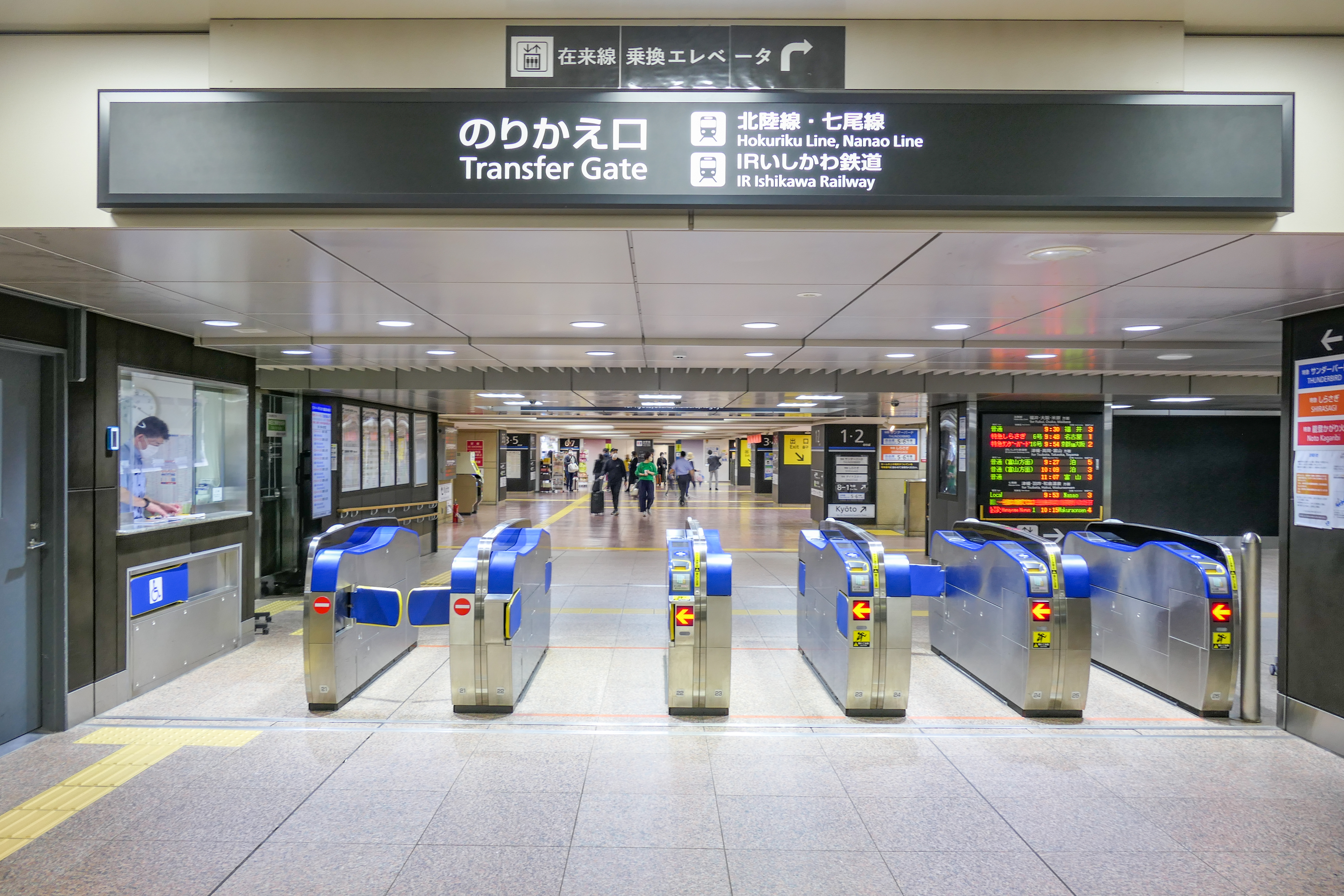
のりかえ改札口（2022年5月）
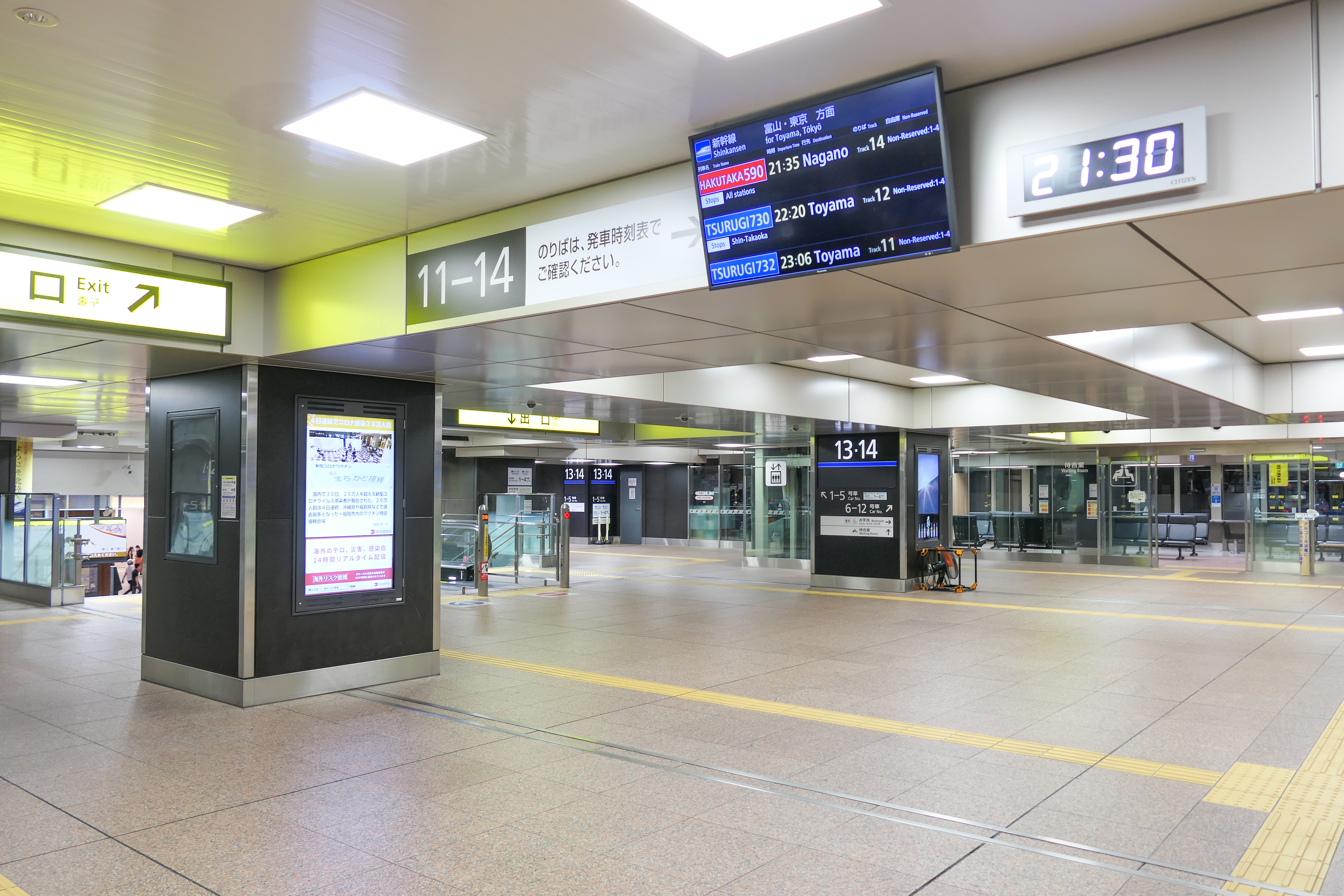
コンコース（2022年7月）
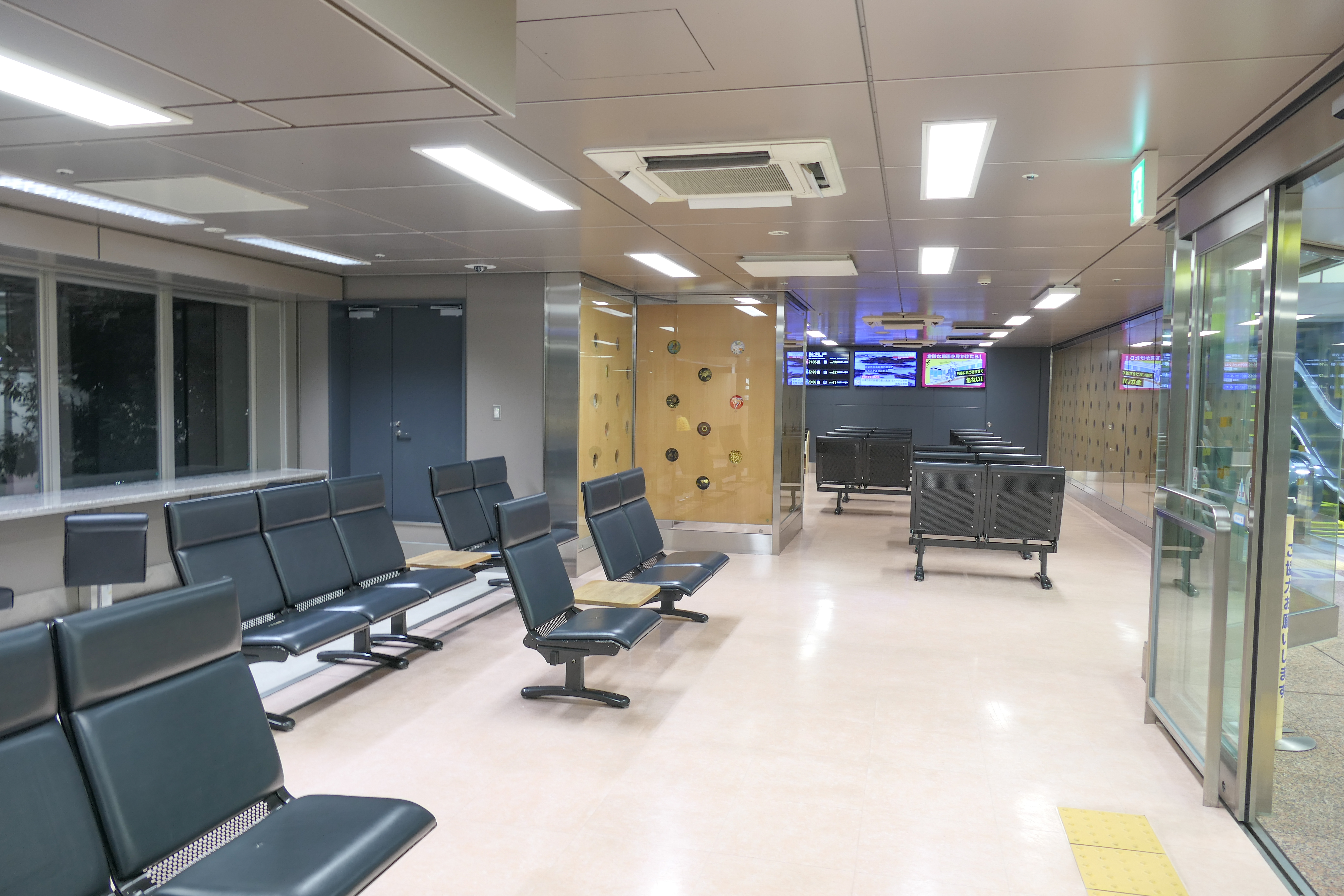
待合室（2022年7月）
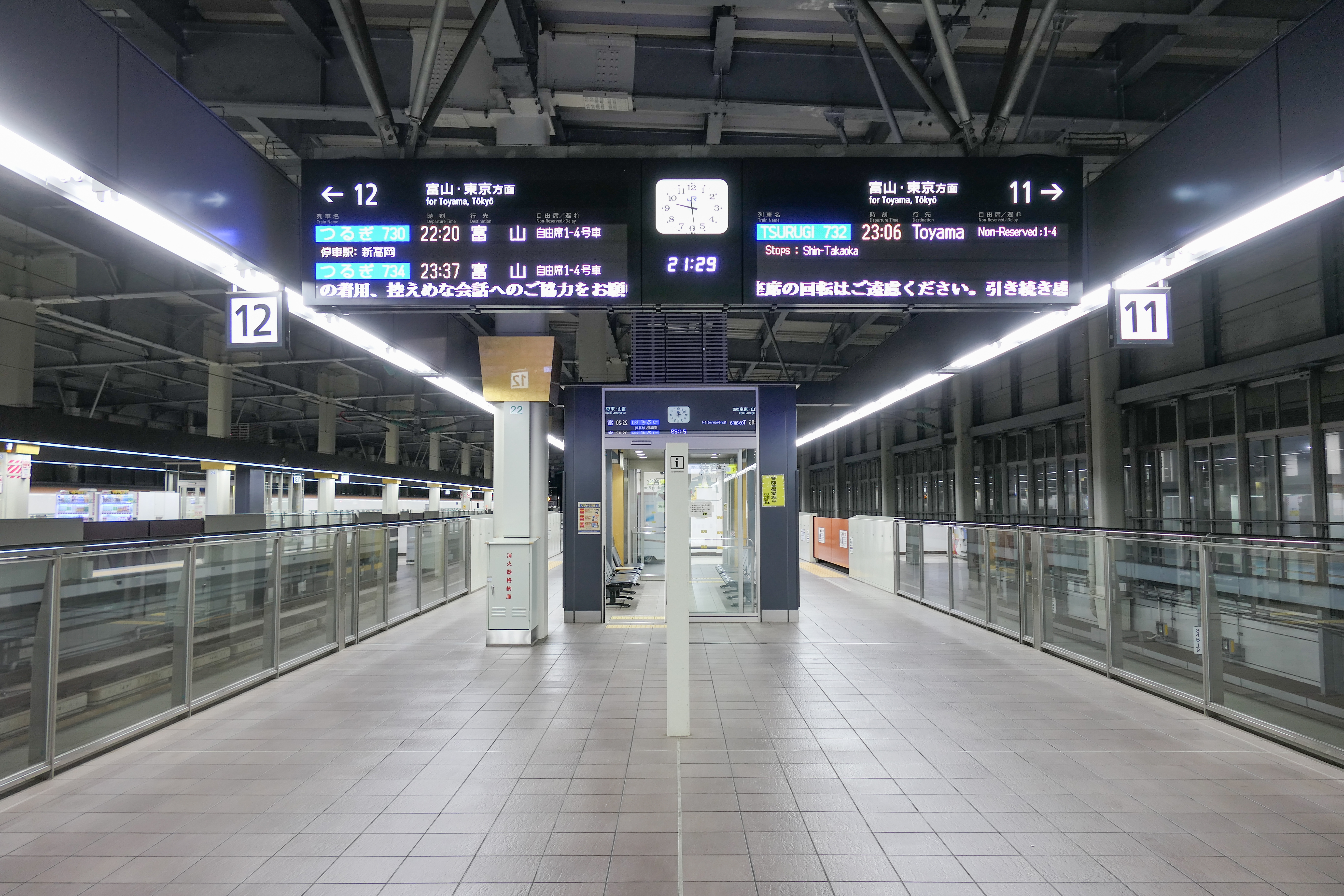
11・12番のりば（2022年7月）
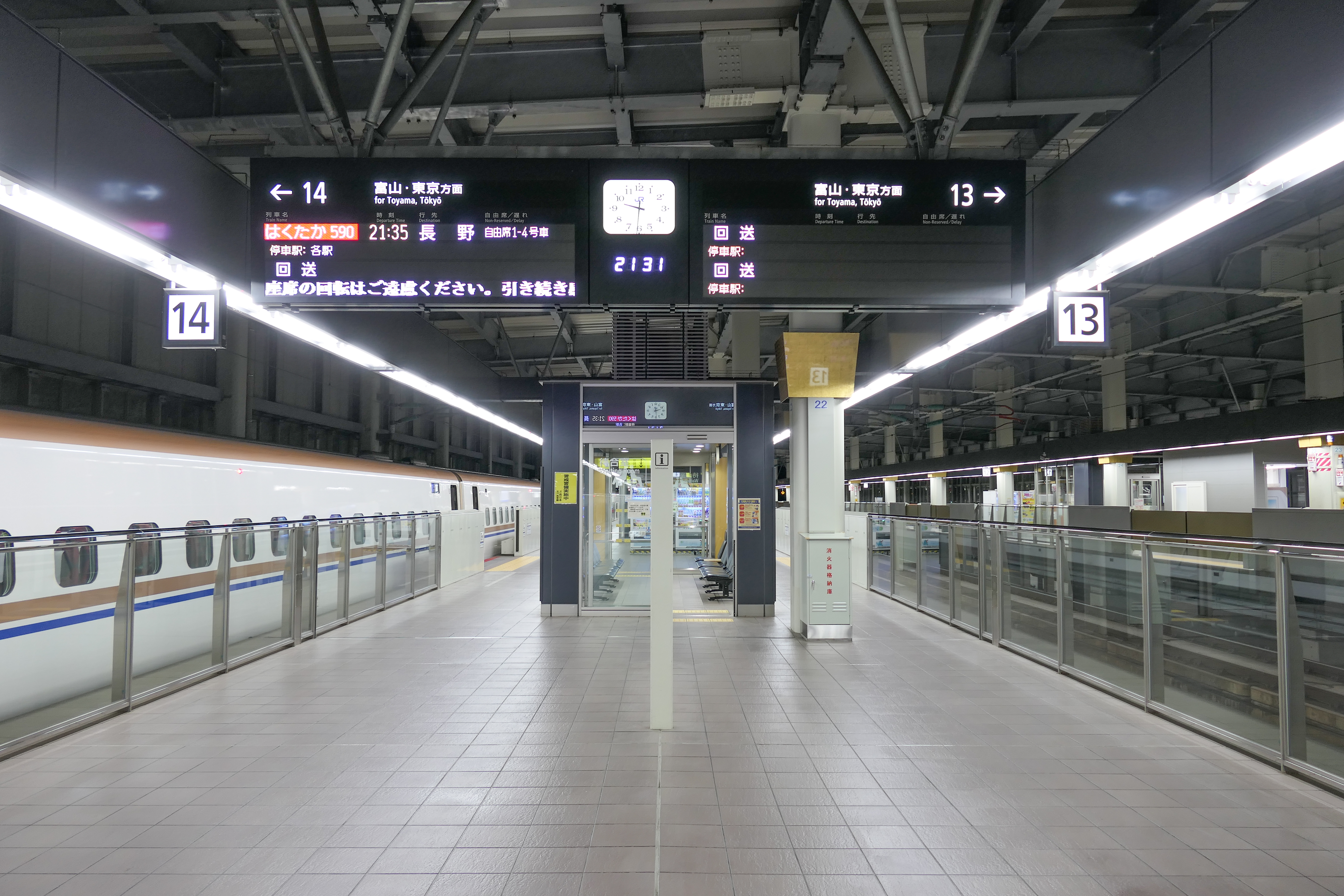
13・14番のりば（2022年7月）
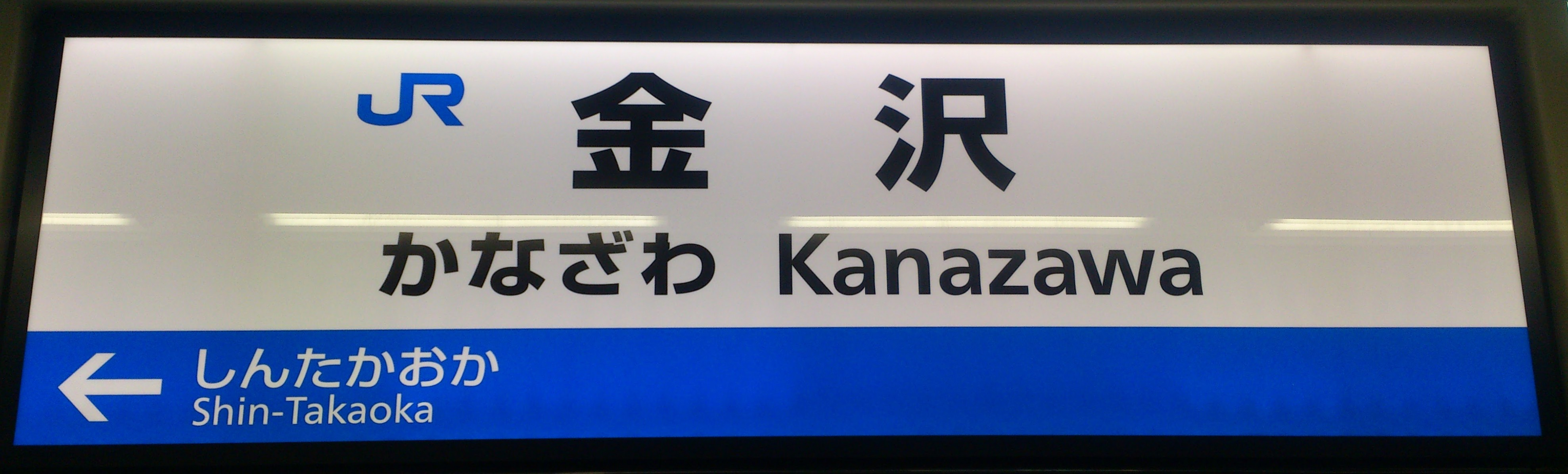
敦賀延伸前の駅名標（2018年）
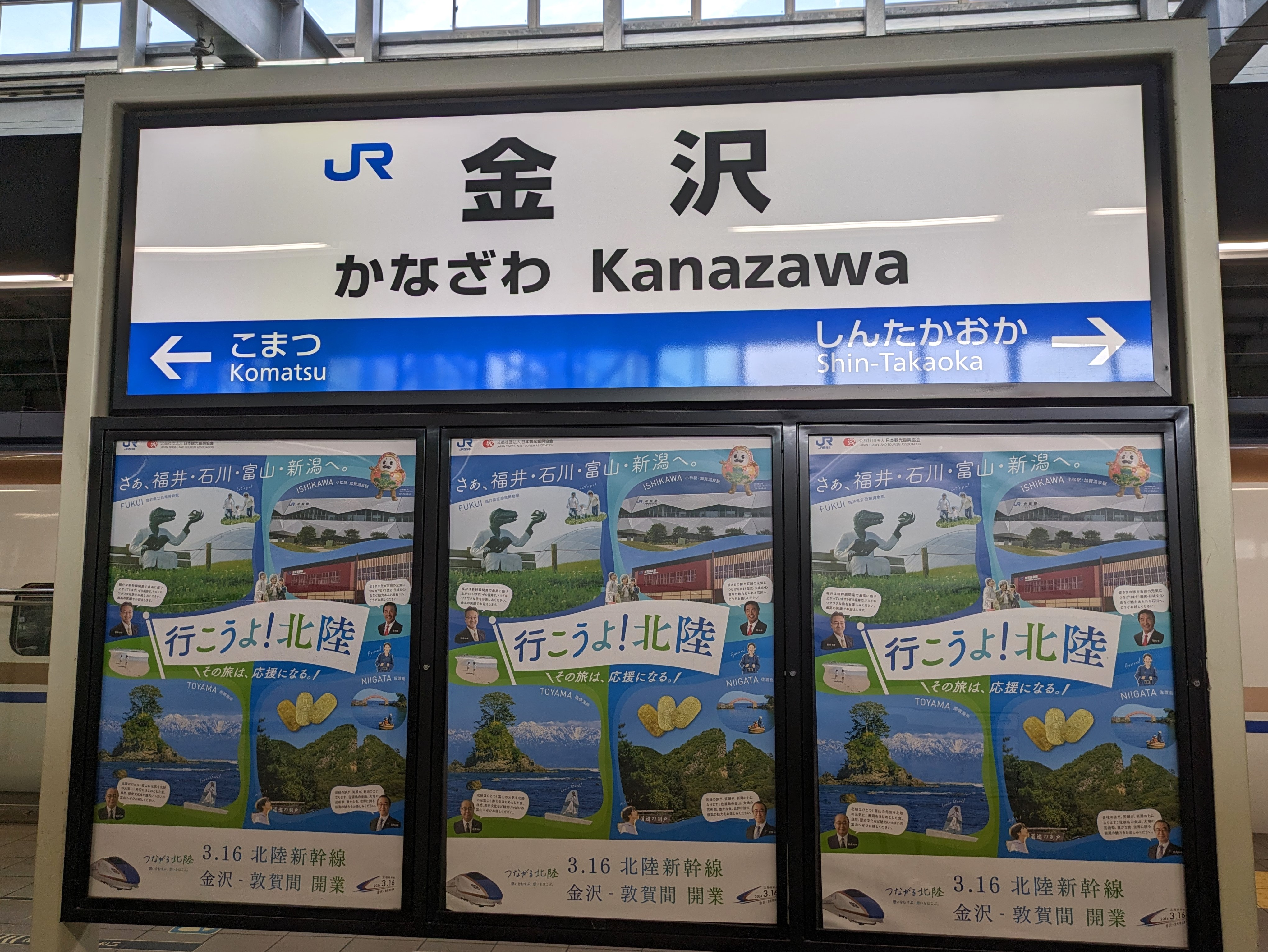
敦賀延伸後の駅名標（2024年4月）

### IRいしかわ鉄道
島式ホーム3面7線、島式1面のうち切欠きホームが1面1線を有する高架駅である。在来線ホームと新幹線ホームは同一平面上（同一高さ）にあり、1階に在来線・新幹線のそれぞれの改札口が、中2階に在来線と新幹線を一括で処理するのりかえ改札口、在来線から金沢百番街「あんと」に直結する無人の「あんと改札口」が設けられていた。
当初は新幹線の開業後も、敦賀延伸までは在来線も含めてJR西日本が保有することになっていたが、2012年から翌年にかけて行われたJR西日本社長と石川県知事の会談により、IRいしかわ鉄道が土地を除く在来線駅舎の施設を約17億円で取得する事となった。ただし、駅施設の管理・運営は北陸新幹線の敦賀延伸までJR西日本が行っていた。
北陸新幹線の金沢延伸後、入場券はJR西日本およびIRいしかわ鉄道の両社で発売していた。ただし新幹線改札においては、在来線の鉄道事業者であるIRいしかわ鉄道の入場券で入ることができないようになっていた。
北陸新幹線の敦賀延伸まではJRと第三セクターの共同使用駅であり、JR西日本が駅業務を行っていた。1階ではIRいしかわ鉄道のグッズ販売や定期券発行を行っているIRお客さまカウンターが設置されているが、IRいしかわ鉄道からJR西日本金沢メンテックへ業務を委託している。無人化前のあんと改札口もJR西日本金沢メンテックが駅ビル運営会社の金沢ターミナル開発から業務委託により運営されていた。
富山方面の一部列車が使用する4番のりばは3・5番のりばのあるホームの富山方の端を切り欠いたホームである。そのため階段から遠い位置にある。切り欠きホームとなっている3・4番のりばのホームを除いて、ホーム有効長は13両分となっている。ホーム全体が雪害対策のために屋根で覆われているが、4番のりばのみ覆われていない。これは高架化当時に非電化だった七尾線の気動車の排ガス対策の名残で、この4番のりばにはその気動車列車である「花嫁のれん」に対応する形での装飾も施されている。また、西金沢駅寄りに引上線が2線設置されている。
中2階の3・5番のりば方面と6・7番のりば方面の階段の間（公衆トイレ跡）にはジェイアールサービスネット金沢運営のセブン-イレブンキヨスクJR金沢駅在来中2階店と喫煙所、2階の1・2番のりばのホームの南側には大友楼の売店がある。1・2番のりばのホームのセブン-イレブンキヨスクJR金沢駅在来ホーム北店とセブン自販機は2023年（令和5年）7月30日をもって営業を終了した。
民営化後、金沢支社の取り組みとして沿線ゆかりの楽曲を接近、発車メロディ等に起用する企画が富山、福井、鯖江、金沢、糸魚川の各駅で取り入れられてきたが、金沢駅では在来線を高架化した1990年（平成2年）に金沢の伝統工芸品、琴の音色を使用した発車メロディが導入された。楽曲は「城下町の雰囲気を醸し出し、発車ベルらしくリズミカルで鉄道のイメージに沿った曲調」を意識し、当地在住で筝曲家の大谷親千鶴が作曲した。当初は3曲が使用されていたが、後に短調と長調の2曲のみとなり、2・4・6番のりばが短調、1・3・5・7番のりばが長調に変更されている。
自動券売機はJR西日本の券売機、IRいしかわ鉄道の券売機が並置されている。在来線改札口とあんと改札口にはICカード乗車券に対応しているのりこし精算機が設置されている。あんと改札口の自動券売機はICカード乗車券未対応のまま2021年（令和3年）3月30日をもって廃止、撤去されている。なお、当駅は福井県内以遠の各駅との間でICOCAなどのICカード乗車券を利用できる東限であり、福井県内以遠の各駅と津幡・高岡・富山・七尾線方面（東金沢駅以東）各駅との間をICカード乗車券で利用するには、大聖寺駅 - 当駅間のいずれかの駅で一旦改札を出場する必要がある。
基本的に金沢駅で運行系統が分断されており、金沢駅を超えて運転される列車は下り2本と上り1本だけであり、下り2本は平日のみ運行である。下りは朝に運行の松任発津幡行と夕方に運行の小松発津幡行であり、上りは朝に運行の富山発小松行である。

#### のりば
| のりば | 路線               | 行先           | 備考 |
| ------ | ------------------ | -------------- | ---- |
| 1・2   | ■ IRいしかわ鉄道線 | 福井・敦賀方面 |      |
| 3・5   | ■ IRいしかわ鉄道線 | 福井・敦賀方面 |      |
| 3 - 7  | ■ IRいしかわ鉄道線 | 高岡・富山方面 |      |
| 3 - 7  | ■ 七尾線           | 羽咋・七尾方面 |      |

発着する優等列車
当駅はかつて福井側と富山・和倉温泉側の優等列車双方が発着し特急列車の乗り入れも非常に多かったが、北陸新幹線の開業に伴い富山方面や福井方面への特急列車や寝台特急の発車はなくなった。
- 特急列車
  - 能登かがり火・花嫁のれん

- 快速列車
  - あいの風ライナー

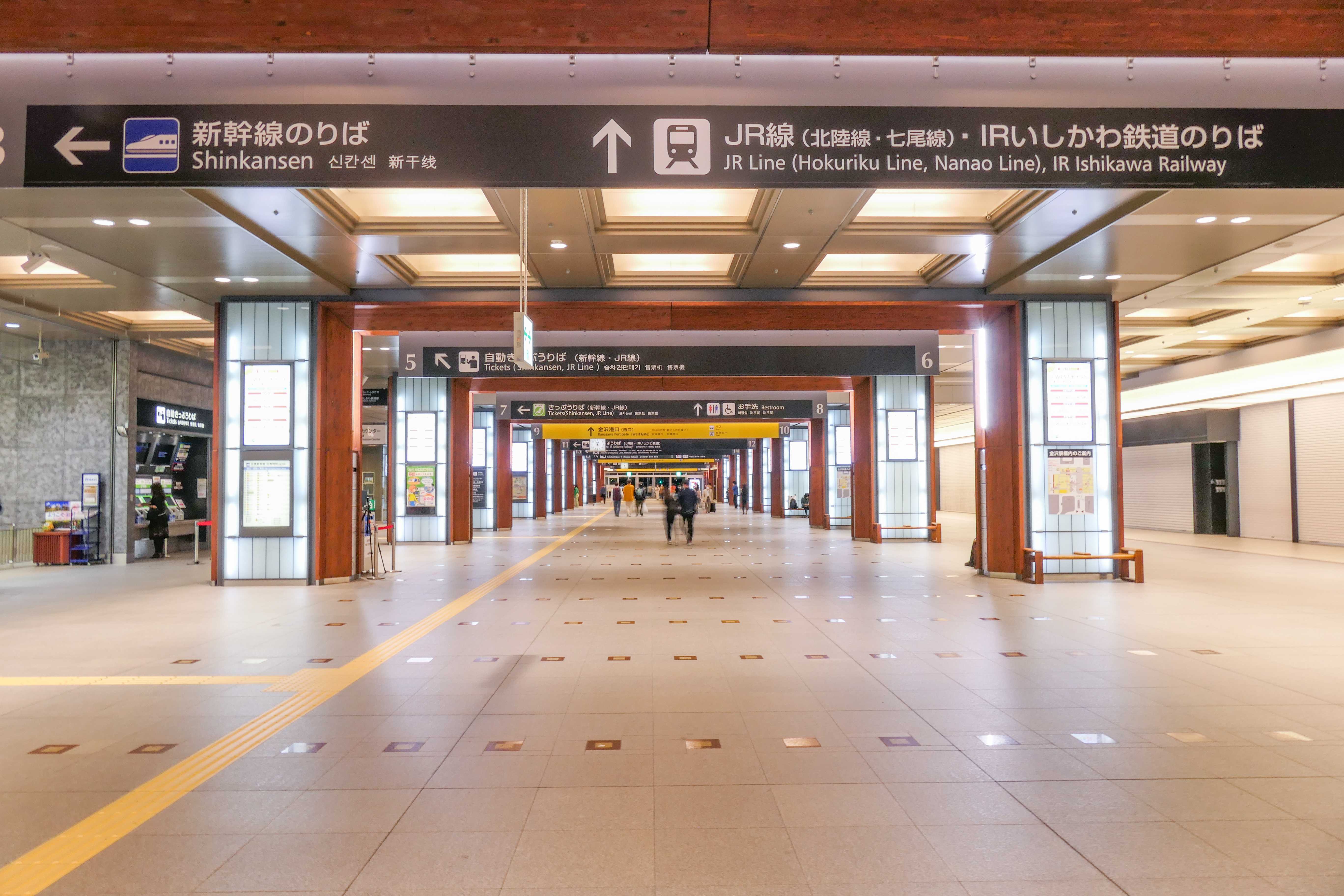
駅構内（2022年4月）
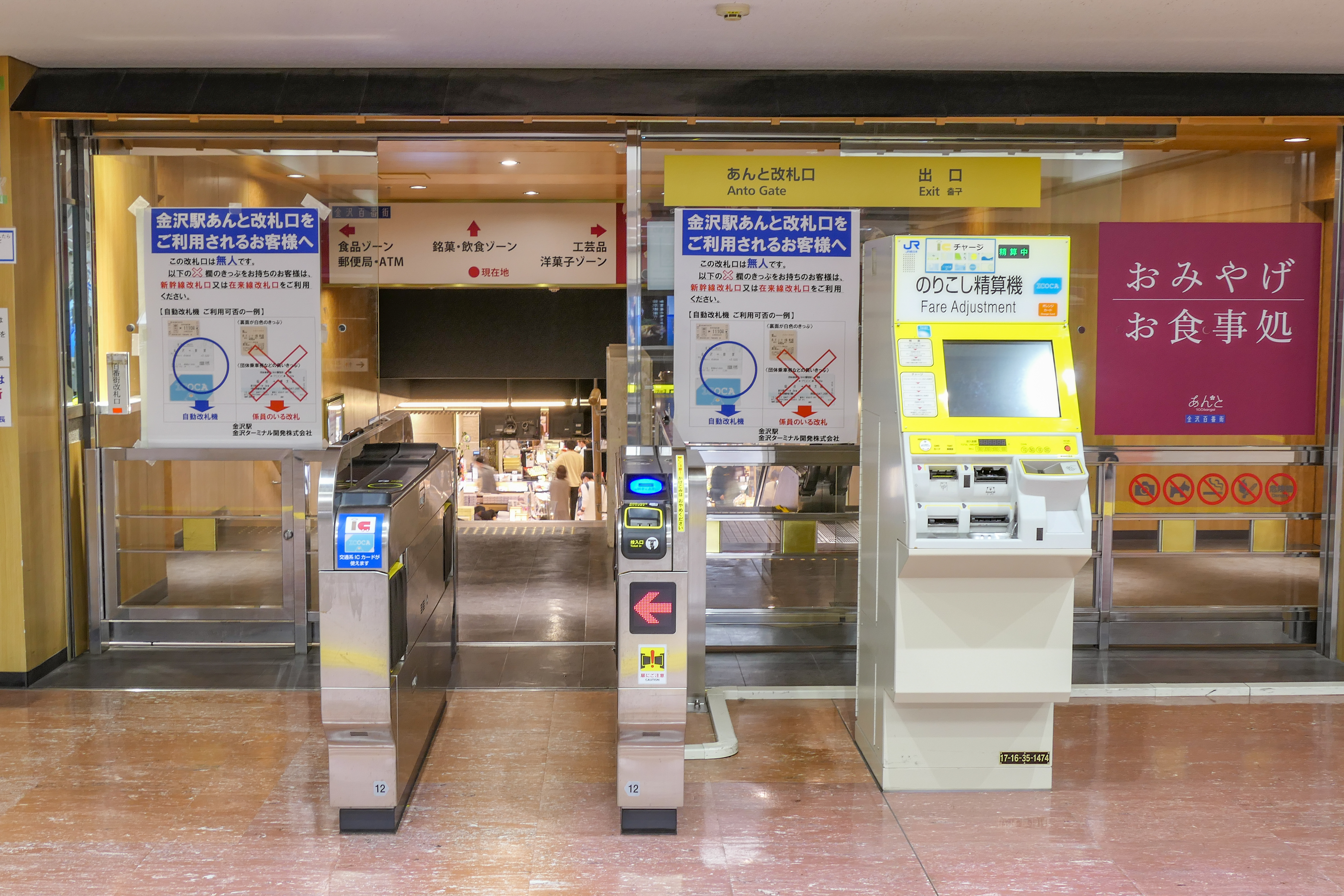
あんと改札口（2022年5月）
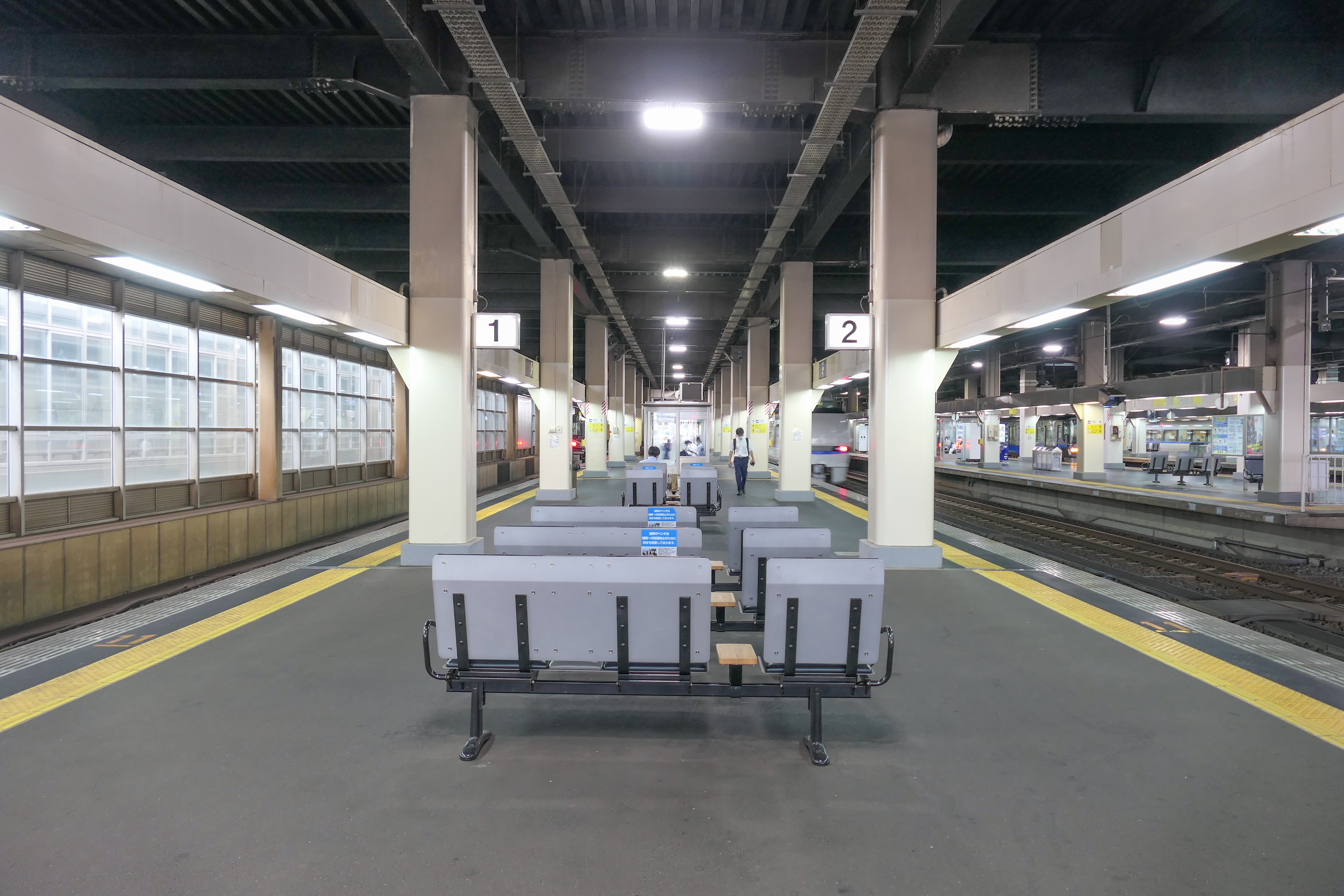
1・2番のりば（2022年7月）
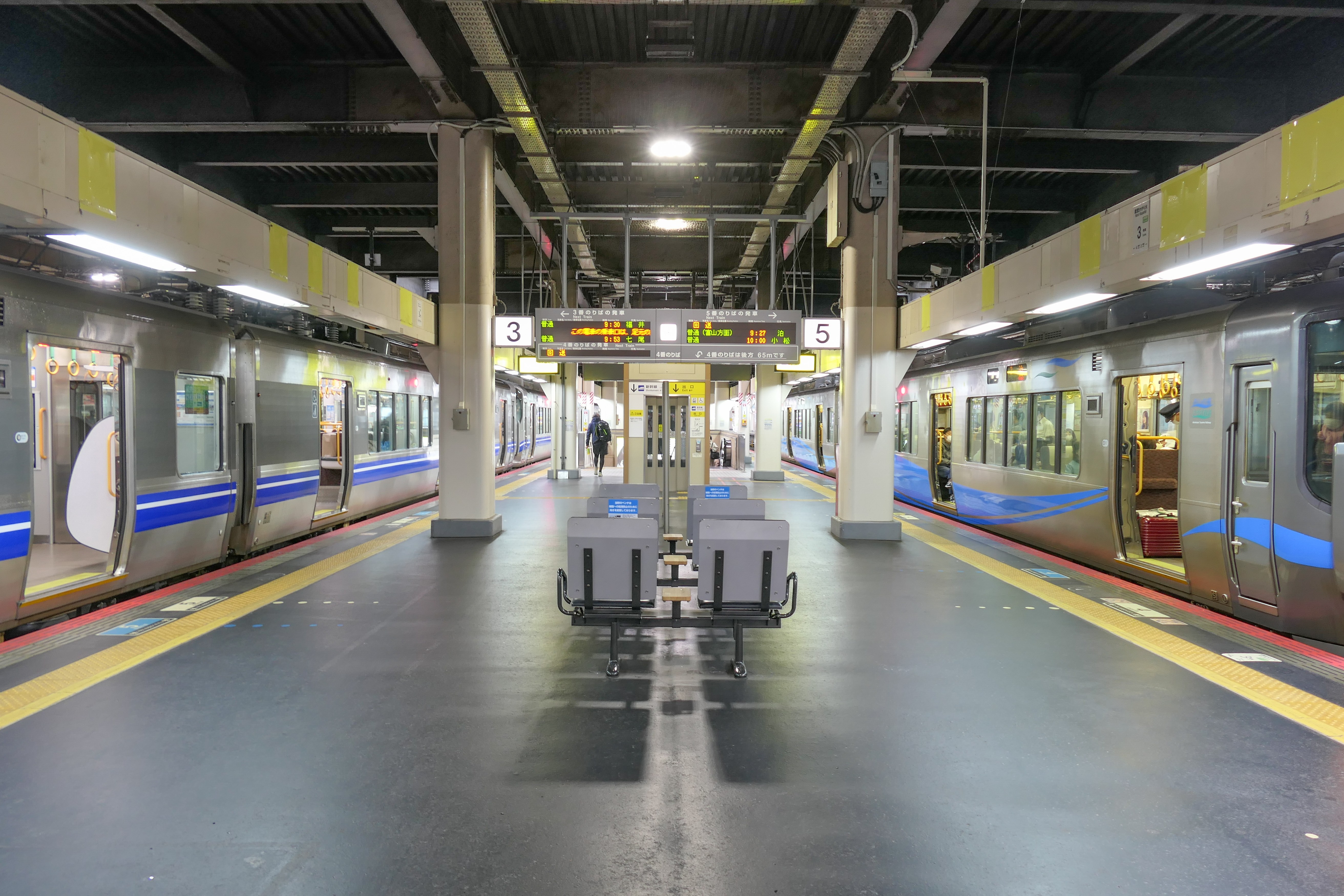
3・5番のりば（2022年5月）
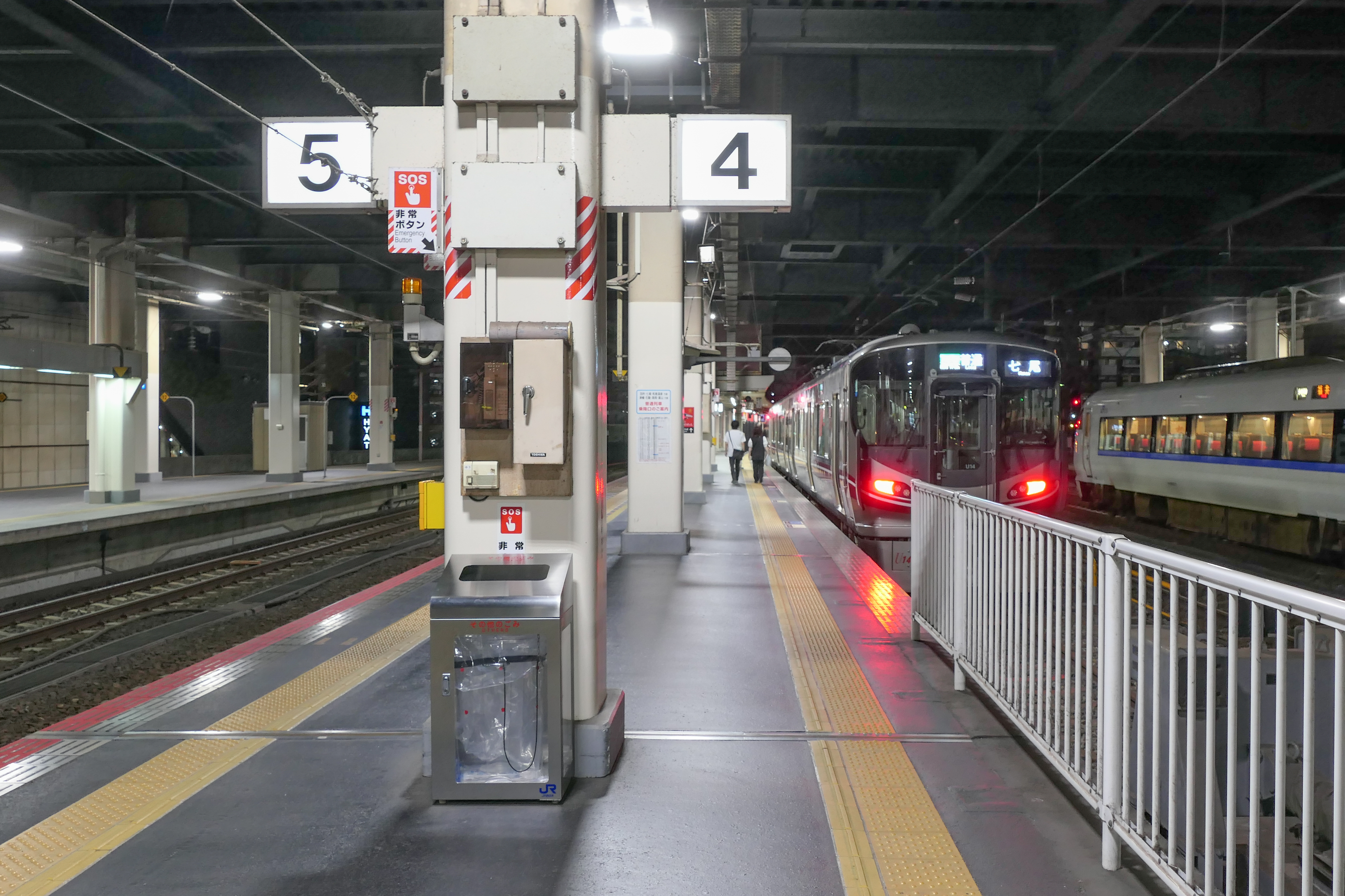
4番のりば（2022年7月）
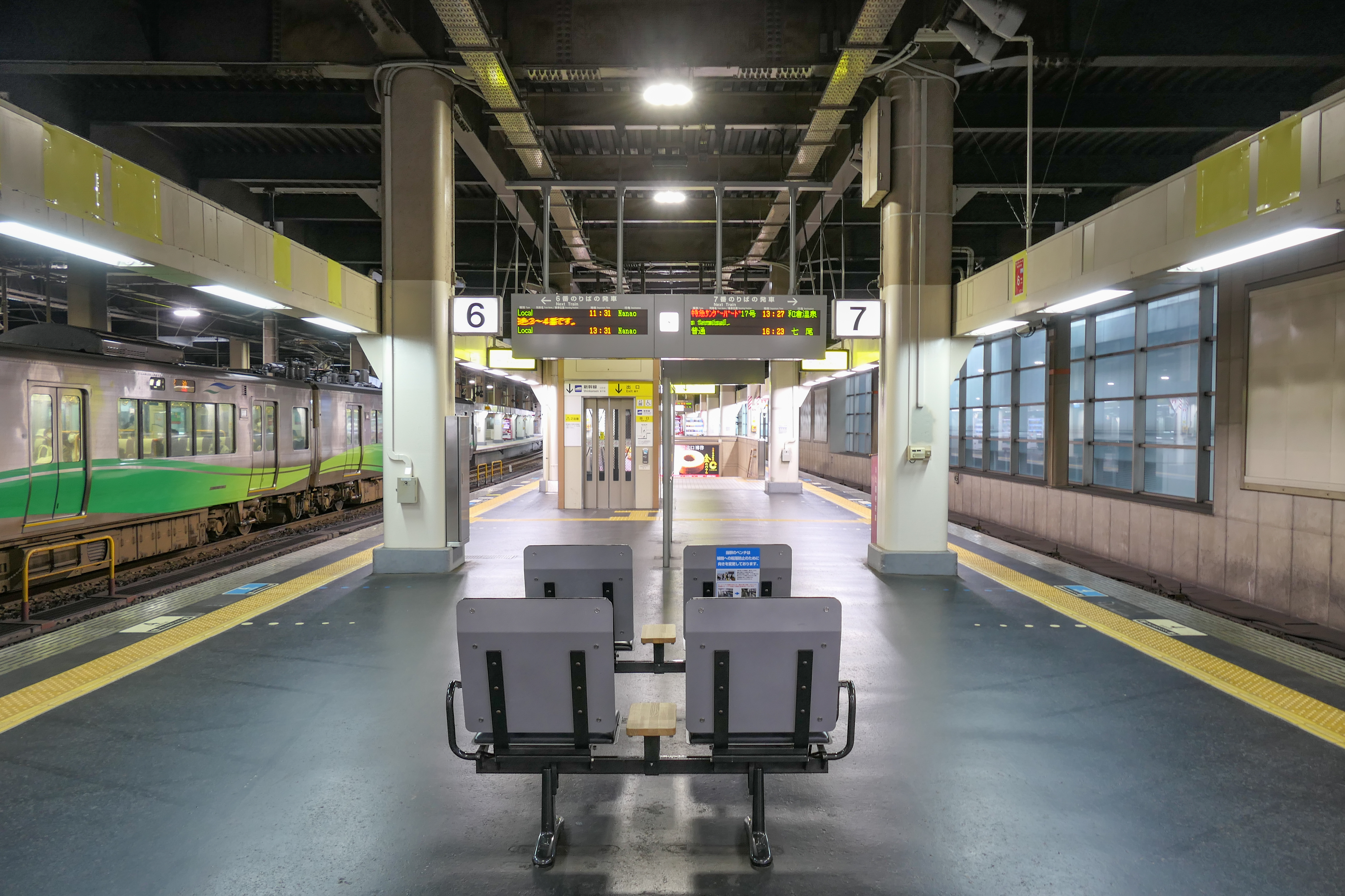
6・7番のりば（2022年5月）

### 北陸鉄道（北鉄金沢駅）
JR西日本の駅の東側にあり、頭端式ホーム1面2線を有する地下駅である。なお浅野川線において、1線ではないのは当駅と三ツ屋駅（唯一の列車交換可能駅）のみとなっている。

#### のりば
| 番線 | 路線       | 行先     |
| ---- | ---------- | -------- |
| 1・2 | ■ 浅野川線 | 内灘方面 |

昼間は1番線のみ使用しており、2番線には1編成が留置されている。ラッシュ時は1・2番線とも使用する。列車別改札。発車時は以前ブザーを使用していたが、2019年2月12日からは金沢市立工業高等学校の生徒が制作した発車メロディ（「金沢市歌」をアレンジした楽曲）を使用している。

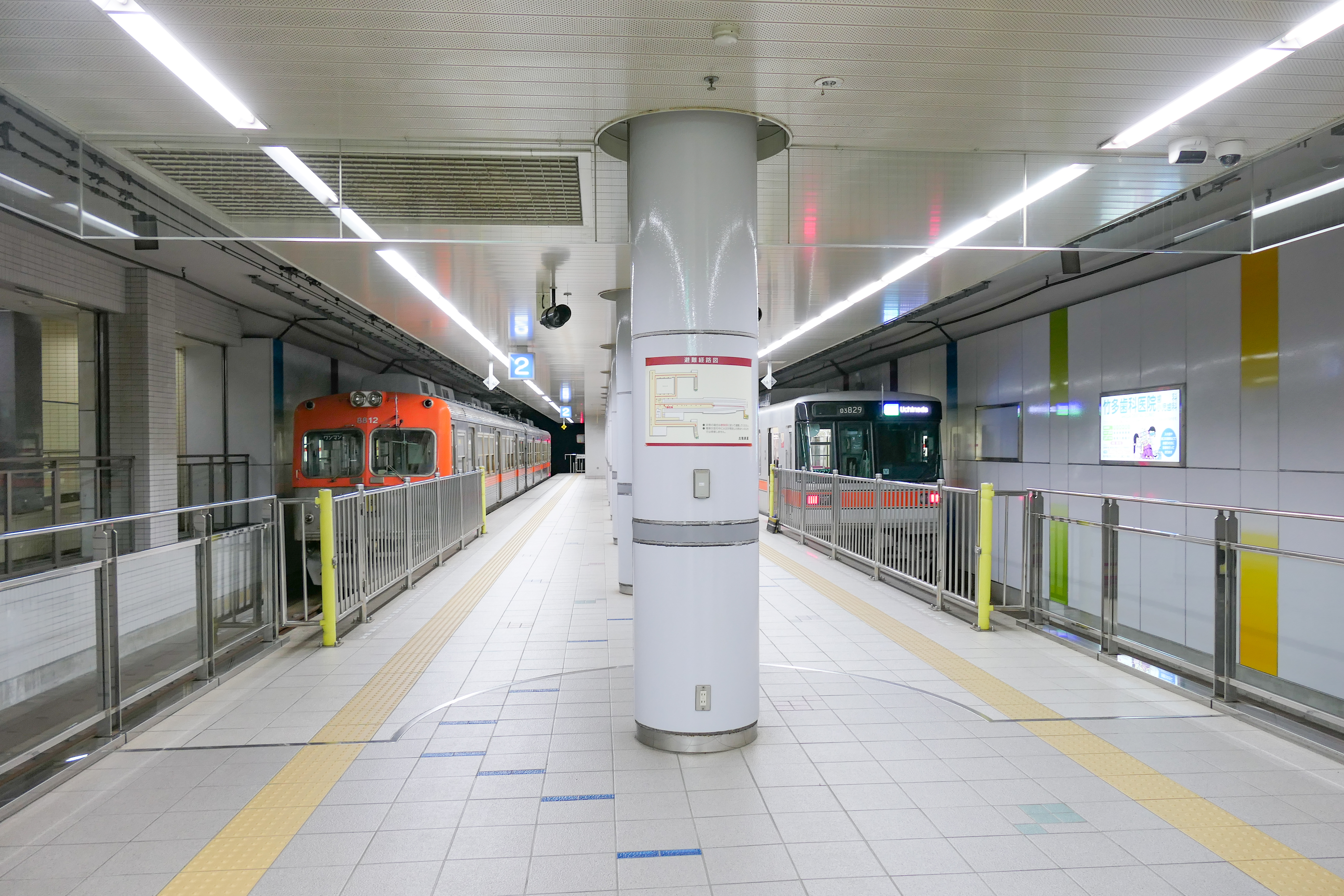
ホーム（2022年4月）
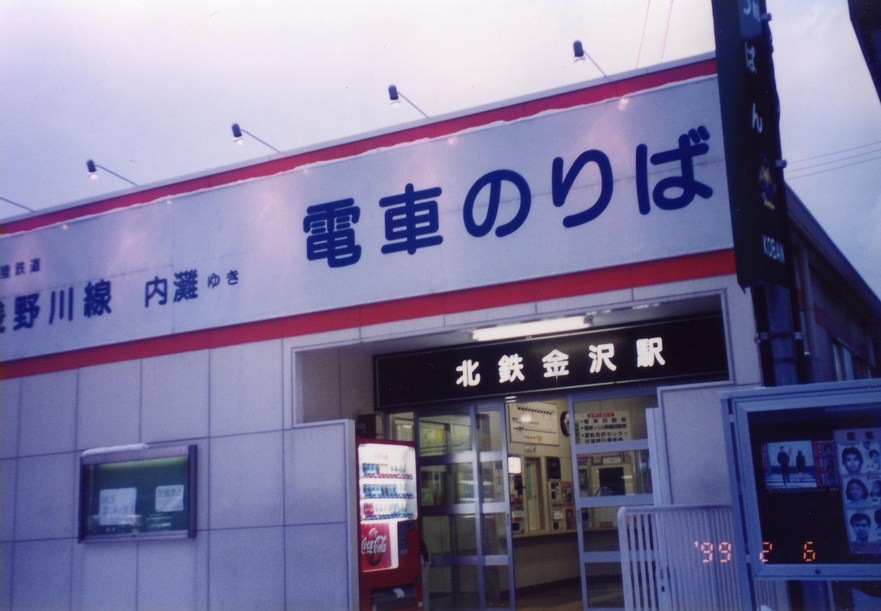
地下移設前の北鉄金沢駅正面（1999年）

## 駅弁
主な駅弁は下記の通り。
- ますぶりすし重ね
- ますのすし（二重）
- 特選ますのすし
- ぶりのすし
- 越前朝倉物語
- 炙りのどぐろ棒寿し[83]
- ますのすし（一重）
- 北前廻船丼 かに・いくら・うに
- 越前かに棒すし
- 越前かにめし
- おとなの焼き鯖寿し
- 金沢牛かさね重
- たかののどぐろめし
- 福井が一番ソースカツ丼
- 特製牛肉弁当
- 百万石弁当
- 加賀の四季
- 金沢三昧
- 利家御膳
- 有磯海
- のどぐろ釜飯
- ぶりのすし小箱
- ますとぶり小箱
- ますのすし小丸
- ますのすし小箱
- 輪島朝市弁当
- 越前贅かにいなり
- 金沢牛おこわ
- 牛すき焼き弁当
- 三色ちらし弁当
- 雷鳥のうた
- 加賀彩々
- 金沢白麹焼き 鶏めし

## 利用状況

### 1日平均乗車・乗降人員
- JR西日本 - 2019年度の1日平均乗車人員は22,820人である[84]。2023年度の1日当たりの利用者数は42,302人[51]。
北陸3県では第1位（北陸4県では新潟駅に次いで第2位）、JR西日本全体では第45位となっている（2019年度）[84]。
- IRいしかわ鉄道 - 2019年度の1日平均乗車人員は10,395人である[85][注 6]。
- 北陸鉄道 - 2019年度の1日平均乗降人員は4,450人である[86]。
  - 同社の駅では第1位である。

近年の推移は下表の通り。
| 年度               | JR西日本         | IRいしかわ       | 北陸鉄道         |
| 年度               | 1日平均 乗車人員 | 1日平均 乗車人員 | 1日平均 乗降人員 |
| ------------------ | ---------------- | ---------------- | ---------------- |
| 1990年（平成02年） | 20,876           | 未 開 業         |                  |
| 1991年（平成03年） | 21,407           | 未 開 業         |                  |
| 1992年（平成04年） | 24,160           | 未 開 業         |                  |
| 1993年（平成05年） | 24.313           | 未 開 業         |                  |
| 1994年（平成06年） | 24,075           | 未 開 業         |                  |
| 1995年（平成07年） | 23,896           | 未 開 業         |                  |
| 1996年（平成08年） | 23,780           | 未 開 業         |                  |
| 1997年（平成09年） | 23,113           | 未 開 業         |                  |
| 1998年（平成10年） | 22,695           | 未 開 業         |                  |
| 1999年（平成11年） | 22,107           | 未 開 業         |                  |
| 2000年（平成12年） | 21,728           | 未 開 業         |                  |
| 2001年（平成13年） | 21,409           | 未 開 業         |                  |
| 2002年（平成14年） | 21,624           | 未 開 業         |                  |
| 2003年（平成15年） | 21,062           | 未 開 業         |                  |
| 2004年（平成16年） | 20,608           | 未 開 業         |                  |
| 2005年（平成17年） | 20,518           | 未 開 業         |                  |
| 2006年（平成18年） | 20,817           | 未 開 業         |                  |
| 2007年（平成19年） | 20,763           | 未 開 業         |                  |
| 2008年（平成20年） | 20,969           | 未 開 業         |                  |
| 2009年（平成21年） | 20,157           | 未 開 業         |                  |
| 2010年（平成22年） | 19,898           | 未 開 業         |                  |
| 2011年（平成23年） | 20,010           | 未 開 業         | 3,520            |
| 2012年（平成24年） | 20,332           | 未 開 業         | 3,663            |
| 2013年（平成25年） | 20,785           | 未 開 業         | 3,825            |
| 2014年（平成26年） | 20,807           | 未 開 業         | 3,849            |
| 2015年（平成27年） | 22,999           | 10,953           | 4,122            |
| 2016年（平成28年） | 22,668           | 10,714           | 4,203            |
| 2017年（平成29年） | 22,895           | 10,518           | 4,412            |
| 2018年（平成30年） | 23,410           | 10,516           | 4,468            |
| 2019年（令和元年） | 22,820           | 10,395           | 4,450            |

### 対東京年間輸送人員
JR東日本によると、コロナ禍の影響が無かった2018年度（平成30年度）の東京－金沢間の年間輸送人員は、新幹線が約339.4万人（シェア74%）、航空機が約121.5万人（シェア26%）、新幹線と航空機の合計は約460.9万人である。
東京 - 金沢間における新幹線の輸送人員は、東京 - 新潟間の約523万人に次いで北陸地方2位（東京 - 富山間は約294.3万人）となっている。また、新幹線と航空機を合わせた輸送人員は、東京 - 新潟間の約523万人に次いで北陸地方2位（東京 - 富山間は約328.9万人）となっている。
| 東京－金沢 年間輸送人員（千人） | 東京－金沢 年間輸送人員（千人） | 東京－金沢 年間輸送人員（千人） | 東京－金沢 年間輸送人員（千人） | 東京－金沢 年間輸送人員（千人） |
| 年度                            | 新幹線                          | 航空機                          | 合計                            | 出典                            |
| ------------------------------- | ------------------------------- | ------------------------------- | ------------------------------- | ------------------------------- |
| 2014年（平成26年）              | 1,272                           | 1,779                           | 3,051                           | [ 89 ]                          |
| 2014年（平成26年）              | 42%                             | 58%                             | 100%                            | [ 89 ]                          |
| 2015年（平成27年）              | 3,659                           | 1,180                           | 4,839                           | [ 89 ]                          |
| 2015年（平成27年）              | 76%                             | 24%                             | 100%                            | [ 89 ]                          |
| 2016年（平成28年）              | 3,380                           | 1,150                           | 4,530                           | [ 89 ]                          |
| 2016年（平成28年）              | 75%                             | 25%                             | 100%                            | [ 89 ]                          |
| 2017年（平成29年）              | 3,318                           | 1,167                           | 4,485                           | [ 89 ]                          |
| 2017年（平成29年）              | 74%                             | 26%                             | 100%                            | [ 89 ]                          |
| 2018年（平成30年）              | 3,394                           | 1,215                           | 4,609                           | [ 89 ]                          |
| 2018年（平成30年）              | 74%                             | 26%                             | 100%                            | [ 89 ]                          |
| 2019年（令和元年）              | 3,130                           | 1,206                           | 4,336                           | [ 89 ]                          |
| 2019年（令和元年）              | 72%                             | 28%                             | 100%                            | [ 89 ]                          |
| 2020年（令和2年）               | 1,391                           | 290                             | 1,681                           | [ 89 ]                          |
| 2020年（令和2年）               | 83%                             | 17%                             | 100%                            | [ 89 ]                          |
| 2021年（令和3年）               | 1,655                           | 452                             | 2,107                           | [ 89 ]                          |
| 2021年（令和3年）               | 79%                             | 21%                             | 100%                            | [ 89 ]                          |
| 2022年（令和4年）               | 2,799                           | 920                             | 3,710                           | [ 89 ]                          |
| 2022年（令和4年）               | 75%                             | 25%                             | 100%                            | [ 89 ]                          |
| 2023年（令和5年）               | 3,334                           | 1,009                           | 4,343                           | [ 89 ]                          |
| 2023年（令和5年）               | 77%                             | 23%                             | 100%                            | [ 89 ]                          |

JR東日本によると2024年3月現在、新幹線の所要時間は最速2時間25分、運賃（通常期）は14,380円、1日25往復運行、航空機の所要時間は約2時間45分、1日10往復運航されている。
| 2018年度（平成30年度） 北陸地方の対東京年間輸送人員（千人） | 2018年度（平成30年度） 北陸地方の対東京年間輸送人員（千人） | 2018年度（平成30年度） 北陸地方の対東京年間輸送人員（千人） | 2018年度（平成30年度） 北陸地方の対東京年間輸送人員（千人） | 2018年度（平成30年度） 北陸地方の対東京年間輸送人員（千人） |
| 区間                                                        | 新幹線                                                      | 航空機                                                      | 合計                                                        | 出典                                                        |
| ----------------------------------------------------------- | ----------------------------------------------------------- | ----------------------------------------------------------- | ----------------------------------------------------------- | ----------------------------------------------------------- |
| 東京 - 金沢                                                 | 3,394                                                       | 1,215                                                       | 4,609                                                       | [ 89 ]                                                      |
| 東京 - 金沢                                                 | 74%                                                         | 26%                                                         | 100%                                                        | [ 89 ]                                                      |
| 東京 - 新潟                                                 | 5,230                                                       | -                                                           | 5,230                                                       | [ 89 ]                                                      |
| 東京 - 新潟                                                 | 100%                                                        | 0%                                                          | 100%                                                        | [ 89 ]                                                      |
| 東京 - 富山                                                 | 2,943                                                       | 346                                                         | 3,289                                                       | [ 89 ]                                                      |
| 東京 - 富山                                                 | 89%                                                         | 11%                                                         | 100%                                                        | [ 89 ]                                                      |

## 駅周辺
金沢駅周辺は市内中心部に相対する「兼六園（けんろくえん）口」の周辺と、遠く日本海に相対する「金沢港（かなざわこう）口」の周辺に分けることができる。これら駅の出入口名は北陸新幹線延伸開業日の2015年3月14日にそれぞれの旧称「東口」および「西口」から改称された。ただ、エリアとしては兼六園側（金沢城公園や近江町市場などが所在）は「駅東地域」、金沢港側（石川県庁や石川県立中央病院などが所在）は「駅西地域」と称されている。
市内の繁華街・中心市街地である片町・香林坊地区とはやや離れた場所に位置しているが、兼六園口側から多数の路線バスが駅から中心部や、兼六園やひがし茶屋街などの観光地を結んでいる。
金沢駅周辺は県暴力団排除条例に基づき、暴力団排除特別強化地域に指定されており、地域内では暴力団と風俗店、飲食店等との間で、みかじめ料のやりとりや利益供与などを禁止している。違反した場合には双方に罰則規定が設けられている。

### 駅ビル
金沢百番街
- あんと - 「おみやげ館」と「あじわい館」を改装して2014年（平成26年）7月17日にリニューアル[93][94]。
  - 金沢駅内郵便局
- Rinto（リント） - 「トレンド館」を改装して2011年（平成23年）3月3日にリニューアル[93][95]。
  - 金沢駅観光案内所 - 石川県の観光キャラクター「ひゃくまんさん」が展示されている。
- あんと西 - 西口側の「くつろぎ館」[96]を「あんと西」としてリニューアルしている。

### 兼六園口
- 金沢駅東広場
  - もてなしドーム
  - 鼓門
  - 金沢駅東広場バスターミナル
  - もてなしドーム地下広場 - ストリートピアノが設置されている[97]。
- ポルテ金沢

### 金沢港口
- 金沢駅西広場
  - 金沢駅西広場バスターミナル
  - 金沢駅西広場団体バス乗降場
  - 駅西イベント広場
  - 金沢駅西広場地下駐輪場
- 中日新聞北陸本社
- 北國銀行本店ビル

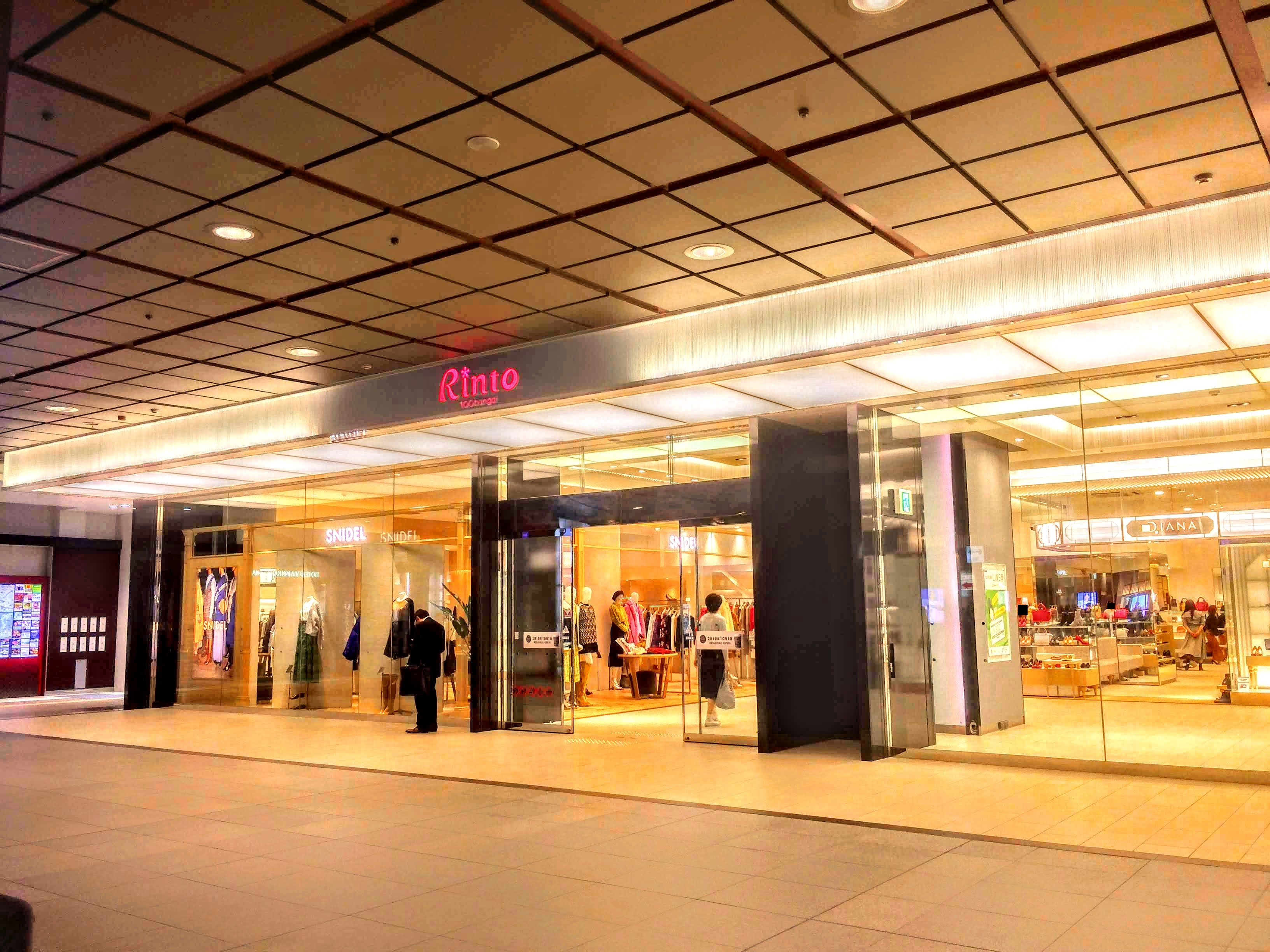
金沢百番街（2018年9月）
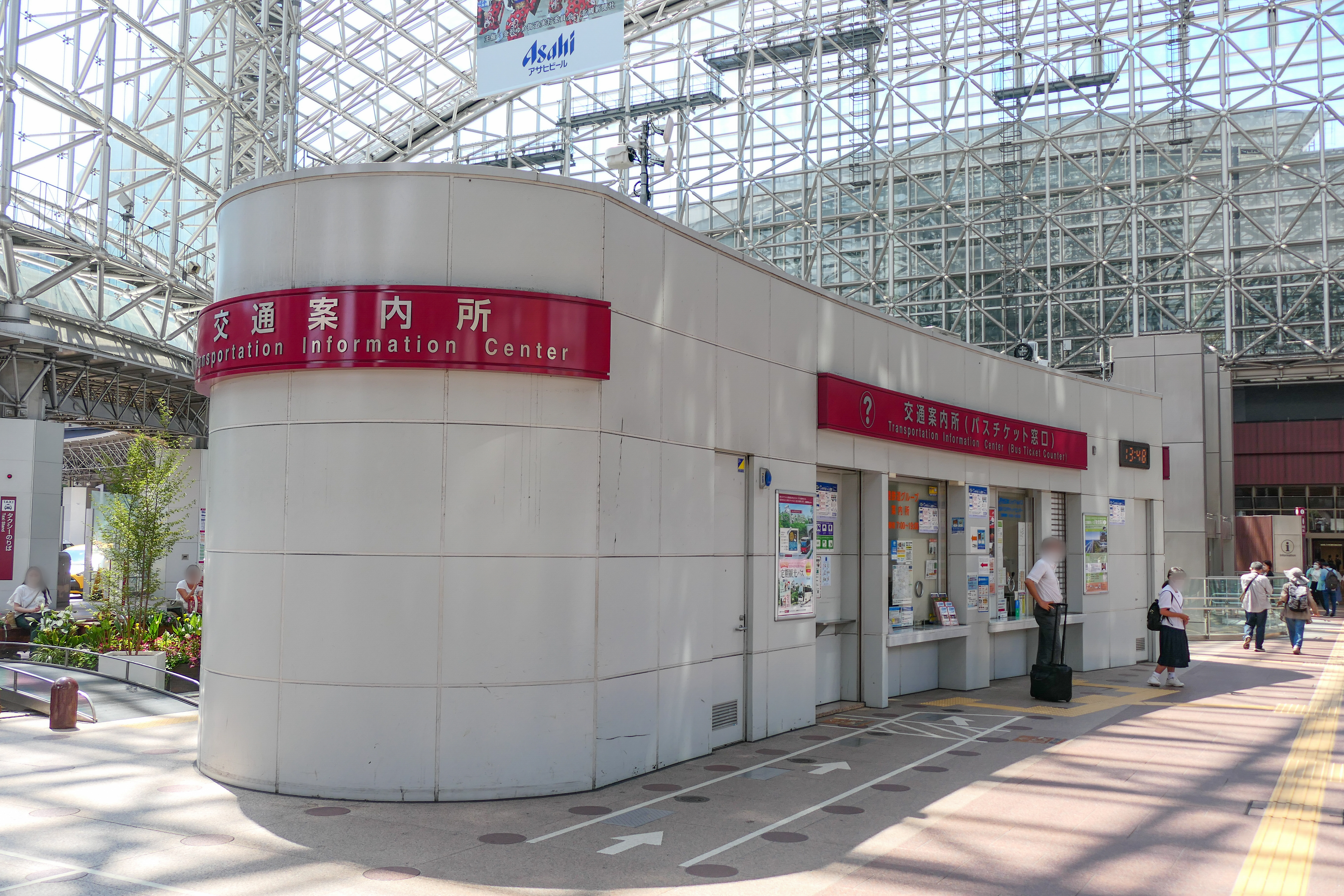
金沢駅東広場バスターミナルの交通案内所（2022年7月）

## 隣の駅
※西日本旅客鉄道の新幹線・在来線特急、ならびにIRいしかわ鉄道線の「あいの風ライナー」の隣の停車駅は各列車記事を参照。
西日本旅客鉄道（JR西日本）
 北陸新幹線
新高岡駅 - 金沢駅 - 小松駅
■七尾線（当駅 - 津幡駅間IRいしかわ鉄道線）
- 特急「能登かがり火」、臨時特急「花嫁のれん」発着駅

普通
金沢駅 - 東金沢駅
IRいしかわ鉄道
■IRいしかわ鉄道線
- 「あいの風ライナー」発着駅

■快速
松任駅 - 金沢駅
■普通
西金沢駅 - 金沢駅 - 東金沢駅（金沢貨物ターミナル駅）
※金沢貨物ターミナル駅は日本貨物鉄道の貨物駅である。
北陸鉄道
■浅野川線
北鉄金沢駅 (A01) - 七ツ屋駅 (A02)